# Armorial des communes de l'Aisne
- quelques blasons ne sont pas référencés.

Cette page dresse l'ensemble des armoiries connues (figures et blasonnements) des communes de l’Aisne disposant à ce jour d'un blason.
| Département | Département | Armoiries | Blasonnement et description |
| ----------- | ----------- | --------- | --- |
|             | 02 Aisne    |           | Coupé, d'or à trois bandes d'azur et d'azur à une bande d'argent accostée de deux cotices potencées et contre-potencées d'or ; à la fasce ondée d'argent brochant sur la partition. Armoiries proposées en 1950 par Robert Louis |

- Haut – A
- B
- C
- D
- E
- F
- G
- H
- I
- J
- K
- L
- M
- N
- O
- P
- Q
- R
- S
- T
- U
- V
- W
- X
- Y
- Z

(0 dessin(s) en attente.)

## A
| Blason de Acy | Blason  | D'or à trois serres d'aigle de gueules armées d'argent. |
| Blason de Acy | Détails | Le statut officiel du blason reste à déterminer.        |

| Blason de Aguilcourt | Blason  | Parti de gueules à la croix tréflée d’argent, et d’or au lion d’azur. Ornements extérieursCroix de guerre 1914-1918 |
| Blason de Aguilcourt | Détails | adopté en décembre 2007. Auteur(s)J-F Binon                                                                         |

| Blason de Aisonville-et-Bernoville | Blason  | Parti : au 1er d'azur au chevron d'or, accompagné en pointe d'un lion du même, au chef d'or plain, au 2e de sable à trois oies essorantes d'argent, becquées et membrées au naturel, rangées en pal et à la filière d'or. Ornements extérieursCroix de guerre 1914-1918 |
| Blason de Aisonville-et-Bernoville | Détails | Blason adopté en septembre 2018. |

| Blason de Ambleny | Blason  | Écartelé : aux 1er et 4e de gueules à la bande d'or, au 2e d'azur au donjon du lieu d'argent ouvert et ajouré de sable, au 3e d'azur à l'épée basse d'argent posée en bande et couverte d'une cape d'or posée en barre. |
| Blason de Ambleny | Détails | Le donjon est celui de la commune, l'épée et la cape renvoient à saint Martin, patron du village. adopté en 2015. Auteur(s) J-F Binon                                                                                   |

| Blason de Amigny-Rouy | Blason  | D’or à la barre échiquetée à plomb d’argent et d’azur de six tires, accompagnée de trois hures de sanglier de sable défendues d’argent et arrachées de gueules en chef, et d’une croisette ancrée du même en pointe Ornements extérieursCroix de guerre 1914-1918 |
| Blason de Amigny-Rouy | Détails | Blason adopté en 2002. |

| Blason de Anizy-le-Château | Blason  | D'azur semé de fleurs de lis d'or, à la croix d'argent brochant, chargée d'une crosse abbatiale de gueules surchargée en chef d'un petit écusson d'azur à une fleur de lys d'or ; à deux clefs d'azur passées en sautoir brochant sur le tout. Ornements extérieursCroix de guerre 1914-1918 |
| Blason de Anizy-le-Château | Détails | Adopté. |

| Blason de Aubenton | Blason  | D’or à un château de gueules maçonné de sable et ouvert du champ. |
| Blason de Aubenton | Détails | Le statut officiel du blason reste à déterminer.                  |

| Blason de Audignicourt | Blason  | Tiercé en pairle renversé : au 1er de sinople à une gerbe de blé d'or liée de gueules, au 2e d'or à un lévrier rampant, colleté de gueules, au 3e d'azur à une aigle essorante d'argent. Ornements extérieursCroix de guerre 1914-1918 |
| Blason de Audignicourt | Détails | Adopté en 2024. Auteur(s) J-F Binon |

| Blason de Aulnois-sous-Laon | Blason  | D’or à l’écusson de gueules chargé de trois merlettes de sable et sommé d’un château de quatre tours couvertes d’argent, ouvert et ajouré de sable, soutenu par deux branches d’aulne fruitées au naturel et posées en chevron renversé, et accompagné de trois merlettes de sable. |
| Blason de Aulnois-sous-Laon | Détails | Le statut officiel du blason reste à déterminer. |

Pas d'information pour les communes suivantes : Abbécourt, Achery, Agnicourt-et-Séchelles, Aisonville-et-Bernoville, Aizelles, Aizy-Jouy, Alaincourt, Allemant, Ambrief, Amifontaine, Ancienville, Andelain, Anguilcourt-le-Sart, Annois, Any-Martin-Rieux, Archon, Arcy-Sainte-Restitue, Armentières-sur-Ourcq, Arrancy, Artemps, Artonges, Assis-sur-Serre, Athies-sous-Laon, Attilly, Aubencheul-aux-Bois, Aubigny-aux-Kaisnes, Aubigny-en-Laonnois, Audigny, Augy, Autels (Les), Autremencourt, Autreppes, 
Autreville, Azy-sur-Marne
- Haut – A
- B
- C
- D
- E
- F
- G
- H
- I
- J
- K
- L
- M
- N
- O
- P
- Q
- R
- S
- T
- U
- V
- W
- X
- Y
- Z

## B
| Blason de Barzy-en-Thiérache | Blason  | Coupé d'un chevronné d'or et de sable, et d'un parti d'argent à trois lions de gueules, et de France ; à la fasce ondée de sinople frettée de gueules* brochant sur le coupé. Ornements extérieursCroix de guerre 1914-1918 |
| Blason de Barzy-en-Thiérache | Détails | * Il y a là non-respect de la règle de contrariété des couleurs : ces armes sont fautives (gueules sur sinople). Le statut officiel du blason reste à déterminer.                                                           |

| Blason de Beaurevoir | Blason  | D’or à trois maillets de sinople. Ornements extérieursCroix de guerre 1914-1918 |
| Blason de Beaurevoir | Détails | Le statut officiel du blason reste à déterminer.                                |

| Blason de Belleau | Blason  | Parti: au 1 d'or à un bleuet au naturel, au 2 de gueules à un canon contourné d'or; le tout au chef d'azur à la bande d'argent chargée de trois blocs de houille de sable et côtoyée de deux jumelles d'or, potencées et contre-potencées intérieurement. |
| Blason de Belleau | Détails | Entête de document de la mairie, 2025. Auteur(s)J.-F. Binon |

| Blason de Belleu | Blason  | D'or au sautoir de gueules ; au chef d'azur chargé d'une fleur de lis d'argent accostée de deux crosserons d'or adossées et mouvant du trait du chef. Ornements extérieursCroix de guerre 1914-1918 Devise / CriPar l'égalité, dans la liberté, vers la fraternité |
| Blason de Belleu | Détails | Le statut officiel du blason reste à déterminer. |

| Blason de Benay | Blason  | D’azur à trois besants d’or surmontés d’un lambel du même. |
| Blason de Benay | Détails | Le statut officiel du blason reste à déterminer.           |

| Blason de Berlancourt | Blason  | De gueules à l'épée basse d'argent accostée de deux fleurs de lys d'or, au chef échiqueté d'argent et d'azur de trois tires. |
| Blason de Berlancourt | Détails | adopté en 2015. Auteur(s) J-F Binon                                                                                          |

| Blason de Berry-au-Bac | Blason  | Tiercé en chevron : au 1er d’argent à la Croix de Guerre 14-18, appendue à un ruban ployé componné de gueules et d'argent et mouvant du chef, au 2e de gueules à un sanglier contourné de sable* sur un pavois d’or à dextre et à cinq besants du même ordonnés en croix à senestre, au 3e de sinople à un casque d’argent. Ornements extérieursCroix de guerre 1914-1918 Devise / CriAd Honoris |
| Blason de Berry-au-Bac | Détails | adopté dans les années 1960. Auteur(s)Xavier Lenfant |

| Blason de Bertricourt | Blason  | Tiercé en pairle renversé : au 1er d'azur à la bande d'argent côtoyée de deux doubles cotices potencées et contre-potencées d'or, au 2e de gueules à la colombe d'argent volant et tenant en son bec la sainte Ampoule d'or, au 3e de sinople à trois épis de blé tigés et feuillés d'or posés en éventail, liés du même et brochant sur une fasce ondée d'argent. Ornements extérieursCroix de guerre 1914-1918 |
| Blason de Bertricourt | Détails | La première tierce de ses armoiries rappelle que la commune appartient à la communauté de communes de la Champagne Picarde, le second que son église est consacrée à saint Rémi dont l’emblème est la colombe porteuse de la sainte Ampoule utilisée pour le sacre des rois de France à Reims. La destruction du village lors de la première guerre mondiale est symbolisée par un champ de gueules. La dernière tierce représente la vallée de la Suippe de sinople et la fasce ondée la rivière. L’activité dominante est la grande agriculture céréalière représentée par les trois épis de blé. adopté en 2017. Auteur(s) J-F Binon |

| Blason de Beugneux | Blason  | Tiercé en pairle renversé : au 1er d'azur à un coq contourné d'argent, au 2e d'or à une volute de crosse de gueules, au 3e de sinople à sept épis de blé, empoignés, posés en éventail et liés d'or. Ornements extérieursCroix de guerre 1914-1918 |
| Blason de Beugneux | Détails | Auteur(s) J-F Binon |

| Blason de Bézu-le-Guéry | Blason  | De gueules au chevron d'argent chargé d'un lion de sable et de deux burelles ondées d'azur, accompagné en chef, à dextre, d'une harpe d'or, à senestre d'une grappe de raisin de pourpre, tigée d'or et feuillée de sinople et, en pointe, du portail de l'église du lieu d'or. |
| Blason de Bézu-le-Guéry | Détails | Le statut officiel du blason reste à déterminer. |

| Blason de Billy-sur-Aisne | Blason  | D'azur à un épi de blé d'or posé en barre, accompagné en chef de deux champignons de sable au pied d'argent rangés en fasce, celui de dextre plus gros et brochant sur l'autre, et en pointe d'une roue dentée de gueules*. |
| Blason de Billy-sur-Aisne | Détails | * Il y a là non-respect de la règle de contrariété des couleurs : ces armes sont fautives (charge de gueules sur champ d'azur). Le statut officiel du blason reste à déterminer.                                            |

| Blason de Blesmes | Blason  | Coupé de un, parti de trois : au 1er d'or au chef émanché d'azur, au 2e d'azur à l'étoile d'or au canton dextre du chef, au 3e de sinople à la gerbe de blé d'or, au 4e d'azur à la bande cousue* de gueules, au 5e de sinople plain, au 6e coupé émanché d'azur et de gueules, au 7e de sinople à trois abeilles de sable*, ailées d'or ordonnées en chevron couché contourné, au 8e d'or à sept filets en fasce de sable et à la bande ondée d'azur brochante ; à l'écusson coupé au I d'argent au soleil non figuré à seize rais droits d'or*, au II d'or plain et à la face d'argent brochant sur le coupé, ledit écusson brochant en cœur sur les quatre quartiers de dextre. Ornements extérieursCroix de guerre 1914-1918 |
| Blason de Blesmes | Détails | * Il y a là non-respect de la règle de contrariété des couleurs : ces armes sont fautives. Élaboré à partir d'une épitaphe retrouvée dans l'église Saint-Cyr qui représente une gerbe de blé et des abeilles. Adopté. |

| Blason de Blérancourt | Blason  | D'azur à trois mains dextres appaumées d'or, au franc-quartier échiqueté d'argent et d'azur de quatre tires brochant. Ornements extérieursCroix de guerre 1914-1918 |
| Blason de Blérancourt | Détails | Selon l'Armorial de France, le blason ne comporte que deux mains : celles de deux frères morts au service du Roi. Adopté.                                           |

| Blason de Bohain-en-Vermandois | Blason  | De gueules à la lettre B onciale d’or surmontée d’une couronne fermée du même,. Ornements extérieursCouronne murale à quatre tours. Supports : à dextre, une branche de chêne de sinople englantée d'or, à senestre une branche de laurier fruitée de gueules. Devise / CriUn listel d'argent au revers de gueules supportant en pointe une croix de guerre 1914-1918 et portant : PRO PATRIA IN FINIBUS en lettres capitales de sable. |
| Blason de Bohain-en-Vermandois | Détails | Adopté. |

| Blason de Boncourt | Blason  | Écartelé : aux 1er et 4e d'azur à une fleur de lys d'or, au 2e de gueules à la croix d'argent, au 3e de gueules à un épi de blé tigé et feuillé d'or posé en bande,. |
| Blason de Boncourt | Détails | Le premier et le quatrième symbolise l'appartenance du territoire à l'ancienne province d'Île-de-France. Le deuxième vient de l'Ordre de Saint-Jean de Jérusalem, car une commanderie de cet ordre a existé sur le territoire communal. Le troisième, représente les terres agricoles avec l'épi de blé. Adopté. |

| Blason de Bony | Blason  | Tiercé en pairle renversé: au 1) de sinople à une gerbe de blé d'or, au 2) d'argent à une rose de jardin de gueules tigée et feuillée de sinople, au 3) d'azur à une entrée de tunnel d'or maçonnée de sable et ouverte du champ et à une ancre renversée d'argent dans l'ouverture. |
| Blason de Bony | Détails | Adopté le 7 juin 2022. Auteur(s) J-F Binon |

| Blason de Bosmont-sur-Serre | Blason  | Coupé d'argent à la croix engrêlée d'azur chargé de cinq fleurs de lys d'or, et du second au mont du premier chargé d'un rencontre de bœuf de sable accorné d'or et langué de gueules. |
| Blason de Bosmont-sur-Serre | Détails | Le statut officiel du blason reste à déterminer. |

| Blason de Boué | Blason  | De gueules à la barre d'or. Ornements extérieursCroix de guerre 1914-1918                                          |
| Blason de Boué | Détails | Blason identique à la commune limitrophe du Nouvion-en-Thiérache. Le statut officiel du blason reste à déterminer. |

| Blason de Bourguignon-sous-Montbavin | Blason  | Parti d'or à une palette de peintre au naturel posée en barre et traversée de trois pinceaux du même en bande, les pointes respectivement d'azur, de sinople et de gueules ; et d’azur à une plume et une épée passées en sautoir, le tout d'argent ; au chef d'azur semé de fleurs de lis d'or à une croix d'argent brochant, surchargée d'une crosse de gueules. Ornements extérieursCroix de guerre 1914-1918 |
| Blason de Bourguignon-sous-Montbavin | Détails | Le statut officiel du blason reste à déterminer. |

| Blason de Bouteille (La) | Blason  | D'argent à trois roses de gueules.               |
| Blason de Bouteille (La) | Détails | Le statut officiel du blason reste à déterminer. |

| Blason de Braine | Blason  | Coupé : au 1er mi-coupé échiqueté d'or et d'azur à la bordure de gueules, au 2e d'or au corbeau de sable. Ornements extérieursCroix de guerre 1914-1918 |
| Blason de Braine | Détails | Le statut officiel du blason reste à déterminer. |

| Blason de Brancourt-le-Grand | Blason  | D'azur à deux crosses d'abbé d'or passées en sautoir, accompagnées en flancs et en pointe de trois épis de blé du même en pal, et en chef d'une colombe d'argent en vol. Ornements extérieursCroix de guerre 1914-1918 |
| Blason de Brancourt-le-Grand | Détails | adopté Auteur(s) J-F Binon |

| Blason de Brancourt-en-Laonnois | Blason  | Tranché ondé : au 1er d'or à un arbre au naturel soutenu d'une représentation en plan d'un étang d'azur, au 2e de sinople à deux épis de blé d'or passés en sautoir, celui de dextre plus grand ; à la cotice ondée d'azur brochant sur la partition. |
| Blason de Brancourt-en-Laonnois | Détails | Le statut officiel du blason reste à déterminer. |

| Blason de Brie | Blason  | D’or à trois pals aiguisés de sable. Ornements extérieursCroix de guerre 1914-1918 |
| Blason de Brie | Détails | Le statut officiel du blason reste à déterminer.                                   |

| Blason de Brissay-Choigny | Blason  | D'azur au chevron d'or ; au chef d'or chargé de l'inscription de sable « Brissay-Choigny ». |
| Blason de Brissay-Choigny | Détails | Le statut officiel du blason reste à déterminer.                                            |

| Blason de Bucy-le-Long | Blason  | D'azur à la bande d'or accompagnée de trois fleurons du même, deux en chef et un en pointe. |
| Blason de Bucy-le-Long | Détails | Adopté.                                                                                     |

| Blason de Bucy-les-Cerny | Blason  | De gueules à trois épis de blé empoignés d’or ; au chef cousu de France. |
| Blason de Bucy-les-Cerny | Détails | Le statut officiel du blason reste à déterminer.                         |

| Blason de Buire | Blason  | Écartelé : au 1er d'argent à trois fasces de gueules, au 2e d'azur à l'étoile d'or senestrée d'une crosse contournée du même, au 3e d'azur à trois fleurs de lis d'or et à la bordure de gueules, au 4e de sinople au mulet d'argent chargé du même en chef et à la roue de moulin de sable* en pointe ; sur le tout, d'or au lion de gueules. |
| Blason de Buire | Détails | * Il y a là non-respect de la règle de contrariété des couleurs : ces armes sont fautives (roue de sable sur champ de sinople). Le statut officiel du blason reste à déterminer. |

Pour la commune de Barisis-aux-Bois, son blason est considéré comme un pseudo blason, car il contrevient aux règles de l'héraldique, même si la commune le considère comme officielle.
Pas d'information pour les communes suivantes :  Bagneux, Bancigny, Barenton-Bugny, Barenton-Cel, Barenton-sur-Serre, Barzy-sur-Marne, Bassoles-Aulers, Baulne-en-Brie, Bazoches-sur-Vesles, Beaumé, Beaumont-en-Beine, Beaurieux, Beautor, Becquigny,  Bellenglise, Bergues-sur-Sambre, Berlise, Bernot, Berny-Rivière, Berrieux, Bertaucourt-Epourdon, Berthenicourt, Berzy-le-Sec, Besmé, Besmont, Besny-et-Loizy, Béthancourt-en-Vaux, Beuvardes, Bézu-Saint-Germain, Bichancourt, Bieuxy, Bièvres, Billy-sur-Ourcq, Blanzy-lès-Fismes, Bois-lès-Pargny, Bonneil, Bonnesvalyn, Bouconville-Vauclair, Bouffignereux, Bouresches, Bourg-et-Comin, Bourguignon-sous-Coucy, Brasles, Bray-Saint-Christophe, Braye, Braye-en-Laonnois, Braye-en-Thiérache, Brécy, Brenelle, Breny, Brissy-Hamégicourt, Brumetz, Brunehamel, Bruyères-et-Montbérault, Bruyères-sur-Fère, Bruys, Bucilly, Bucy-lès-Pierrepont, Buironfosse, Burelles, Bussiares, Buzancy

- Haut – A
- B
- C
- D
- E
- F
- G
- H
- I
- J
- K
- L
- M
- N
- O
- P
- Q
- R
- S
- T
- U
- V
- W
- X
- Y
- Z

## C
| Blason de Capelle (La) | Blason  | Coupé : au 1er d’azur à la muraille crénelée d’argent, flanquée de deux tours du même, le tout maçonné de sable, aux deux lions d’or adossés et brochant, tenant un sabre d’argent, au 2e de gueules aux quatre besants d’or. |
| Blason de Capelle (La) | Détails | Le statut officiel du blason reste à déterminer. |

| Blason de Castres | Blason  | Parti : au 1er échiqueté d'or et d'azur au casque de légionnaire romain de gueules brochant sur le tout, au 2e d'azur à la fasce ondée d'or chargée d'une touffe d'herbe de sinople, accompagnée en chef de deux clous de la Passion d'or. |
| Blason de Castres | Détails | Le premier est aux armes du Vermandois, sur lequel broche un casque romain rappelant que le village aurait pour origine un camp romain. Le second, avec la fasce ondée et la touffe d'herbe désignent la vallée de la Somme, qui traverse la commune. Les clous représentent saint Quentin, patron de l'église locale mais évoquent également le fait que le village fut propriété du chapitre de Saint-Quentin. adopté en 2018. Auteur(s)Laurent Lailly |

| Blason de Catelet (Le) | Blason  | D’argent fretté de sable, au chef d’or* chargé de trois merlettes aussi de sable. * Il y a là non-respect de la règle de contrariété des couleurs : ces armes sont fautives (or sur argent). Ornements extérieursCroix de guerre 1914-1918 |
| Blason de Catelet (Le) | Détails | Le statut officiel du blason reste à déterminer. |

| Blason de Caulaincourt | Blason  | D'or au sauvage de gueules appuyé à senestre sur une massue de sable, le bras droit tendu et portant sur sa dextre un coq de sable ; au chef du même ; le tout sommé d'un chef de gueules semé d'étoiles d'argent. |
| Blason de Caulaincourt | Détails | Adopté. |
| Blason de Caulaincourt | Alias   | De sable au chef d’or. Variante du blason de la commune utilisée par la famille de Caulaincourt. |

| Blason de Cerny-lès-Bucy | Blason  | D'azur à la tour carrée couverte du lieu d'argent, maçonnée de sable, mouvant de la pointe ; au chef de sable* chargé de trois annelets d'or. * Il y a là non-respect de la règle de contrariété des couleurs : ces armes sont fautives (chef de sable sur azur). Ornements extérieursCroix de guerre 1914-1918 |
| Blason de Cerny-lès-Bucy | Détails | Adopté. |

| Blason de Chambry | Blason  | Échiqueté d'argent et d'azur ; à l'écusson de gueules en cœur. |
| Blason de Chambry | Détails | Adopté. |
| Blason de Chambry | Alias   | Échiqueté d’argent et d’azur, à l’écusson de gueules posé en abîme et à la bordure de sable. Blason porté jusque dans les années 1990 par la commune et utilisé par la famille de Flavigny-Chambry. |

| Blason de Chapelle-sur-Chézy (La) | Blason  | De gueules à une chapelle d'argent accostée de deux feuilles de figuier d'or ; au chef d'azur* à la bande d'argent chargée de trois merlettes de sable posées à plomb, côtoyée de deux doubles cotices potencées et contre-potencées d'or. Armes parlantes (Chapelle). |
| Blason de Chapelle-sur-Chézy (La) | Détails | * Il y a là non-respect de la règle de contrariété des couleurs : ces armes sont fautives (azur sur gueules). La chapelle évoque le nom de la commune, les feuilles de figuier sont attributs de saint Barthélémy, la bande et les cotices viennent du blason du département et les merlettes rappellent le blason qui figure dans l'église. adopté en 2021. Auteur(s) J-F Binon |

| Blason de Charly-sur-Marne | Blason  | Écartelé au 1er et 4e d'argent à une grappe de raisin de gueules tigée et feuillée de sinople, au 2e d’or aux 4 fasces ondées d’azur, au 3e d’azur à un épi de blé tigé et feuillé d’or posé en bande, sur le tout d’argent chargé d’une crosse d’abbesse mouvante de la pointe accosté de 4 fleurs de lys, le tout d’or. |
| Blason de Charly-sur-Marne | Détails | Adopté. |

| Blason de Charmes | Blason  | Écartelé : au 1er de gueules à deux roues d’engrenage d’argent, engrenées en bande, celle du chef plus petite, au 2e fascé de vair et de gueules, au 3e d’azur au pigeonnier du lieu d’argent, maçonné de sable, au 4e de gueules à la houe d’or posée en bande. Ornements extérieursCroix de guerre 1914-1918 |
| Blason de Charmes | Détails | Adopté. |

| Blason de Chassemy | Blason  | D’or au chêne de sinople englanté du champ, au chef d’azur chargé d’un oiseau d’or. Ornements extérieursCroix de guerre 1914-1918 |
| Blason de Chassemy | Détails | Le statut officiel du blason reste à déterminer.                                                                                  |

| Blason de Château-Thierry | Blason  | D'azur au château de cinq tours couvertes d'argent, ouvert, ajouré et maçonné de sable, accompagné de trois fleurs de lys d'or. Armes parlantes. Ornements extérieursCroix de chevalier de la Légion d'honneur Devise / CriNul ne s'y frotte |
| Blason de Château-Thierry | Détails | Adopté. |

| Blason de Chaudardes | Blason  | Tiercé en pairle renversé : au 1er de gueules à saint Jean-Baptiste d'or portant un agneau d'argent, au 2e de sinople à trois battoirs de lavandière d'argent, au 3e d'or à trois fasces ondées d'azur et à une fleur de lys d'argent brochante. Ornements extérieursCroix de guerre 1914-1918 |
| Blason de Chaudardes | Détails | Blason sur l'application PanneauPocket, 2022. Auteur(s) J-F Binon |

| Blason de Chauny | Blason  | D'azur à la tour donjonnée de trois pièces d'or, maçonnée de sable, accompagnée de huit fleurs de lys aussi d'or en orle. Ornements extérieursCroix de guerre 1914-1918 |
| Blason de Chauny | Détails | Adopté. |

| Blason de Chavignon | Blason  | D'or à la tour d'argent posée sur une nuée de sinople en arc de cercle, accompagnée en chef de deux grenades du même, enflammées d'argent, et en pointe d'une crosse contournée d'argent mouvant de la pointe. Ornements extérieursCroix de guerre 1914-1918 |
| Blason de Chavignon | Détails | Adopté. |

| Blason de Chérêt | Blason  | Tiercé en pairle renversé : au 1er d'azur à la bande d'argent côtoyée de deux doubles cotices potencées et contre-potencées d'or, au 2e d'or à la volute de crosse de gueules, au 3e de sinople à la grenouille descendante d'argent. |
| Blason de Chérêt | Détails | Le 1er est aux armes de la Champagne, la volute de crosse est l'attribut de saint Nicolas et la grenouille évoque la fontaine du village. adopté en 10 février 2020. Auteur(s) J-F Binon                                              |

| Blason de Chéry-lès-Pouilly | Blason  | De sinople au cheval cabré et contourné de sable*; au chef tiercé en pal: au 1er d'azur à la fleur de lis d'or, au 2e d'argent au lion de gueules, au 3e de gueules au fer à cheval d'or. * Il y a là non-respect de la règle de contrariété des couleurs : ces armes sont fautives (sable sur sinople). |
| Blason de Chéry-lès-Pouilly | Détails | Adopté. |

| Blason de Chevennes | Blason  | D’or à l’aigle éployée de sable. Ornements extérieursCroix de guerre 1914-1918 |
| Blason de Chevennes | Détails | Le statut officiel du blason reste à déterminer.                               |

| Blason de Chevregny | Blason  | .Coupé mi-parti en chef avec au 1) de gueules à la croix de Malte d'argent, au 2) de sable à l'aigle d'or, au 3 d'azur à une chèvre d'or, accornée et onglée de gueules. |
| Blason de Chevregny | Détails | Créé par Ph. Fraine. Adopté le 21 nov. 2024. |

| Blason de Chigny | Blason  | De sinople au cygne essorant d'argent, becqué et membré de gueules, accompagné en pointe d'une jumelle alésée ondée d'argent. |
| Blason de Chigny | Détails | Armes parlantes. (à peu près : Chigny/cygne) Le statut officiel du blason reste à déterminer.                                 |

| Blason de Chouy | Blason  | Écartelé : au 1er d'azur à trois fleurs de lys d'or, au 2e de gueules à la gerbe de blé d'or, au 3e de gueules à la rave d'argent feuillée de sinople, au 4e d'azur à trois fleurs de lys d'or rangées en barre ; sur le tout de gueules à la lettre gothique C d'or et à la bordure d'argent. |
| Blason de Chouy | Détails | Blason créé en 2009, mais le statut officiel du blason reste à déterminer. |

| Blason de Cierges | Blason  | D’azur à la tour d’argent, maçonnée de sable, terrassée de sinople et supportée par deux lions affrontés d’or. Ornements extérieursCroix de guerre 1914-1918 |
| Blason de Cierges | Détails | Le statut officiel du blason reste à déterminer. |

| Blason de Ciry-Salsogne | Blason  | Deux blasons accolés : 1er d'or à quatre bandes de gueules, 2e d'azur à la tour d'argent maçonnée de sable. |
| Blason de Ciry-Salsogne | Détails | Le statut officiel du blason reste à déterminer.                                                            |

| Blason de Clacy-et-Thierret | Blason  | Écartelé : aux 1er et 4e losangé d'azur et d'argent, aux 2e et 3e d'argent au lion couronné de gueules. |
| Blason de Clacy-et-Thierret | Détails | Adopté.                                                                                                 |

| Blason de Clastres | Blason  | D’or à dix losanges d’azur ordonnés 3, 3, 3 et 1. Ornements extérieursCroix de guerre 1914-1918 |
| Blason de Clastres | Détails | Le statut officiel du blason reste à déterminer.                                                |

| Blason de Clermont-les-Fermes | Blason  | De gueules à la montagne d’argent surmontée d’un soleil d’or. Armes parlantes. Ornements extérieursCroix de guerre 1914-1918 |
| Blason de Clermont-les-Fermes | Détails | Le statut officiel du blason reste à déterminer.                                                                             |

| Blason de Coincy | Blason  | De gueules aux deux clefs d'argent passées en sautoir, et à l'épée versée du même, garnie d'or, brochante sur le sautoir. Ornements extérieursCroix de guerre 1914-1918 |
| Blason de Coincy | Détails | Le statut officiel du blason reste à déterminer. |

| Blason de Colligis-Crandelain | Blason  | Parti : au 1er d'argent à deux épées de gueules passées en sautoir, surmontées d'une losange du même, soutenues du mont de trois coupeaux de sinople, ouvert du champ et mouvant de la pointe, au 2e d'azur à la crosse d'or et à la fleur de lys du même brochant sur la pointe de la crosse et à la rivière ondée en fasce d'argent brochante. Ornements extérieursDeux croix de guerre 1914-1918 |
| Blason de Colligis-Crandelain | Détails | Le parti dextre concerne Colligis et le parti senestre Crandelain. Au 1er du parti, les deux épées rappellent les combats de 1914-1918. La losange est empruntée à la famille de Lespinay, originaire du Vermandois, seigneur de Colligis de 1750 jusqu'à la Révolution et qui portait : d'argent à trois losanges de gueules. Le mont ouvert du champ représente la carrière du mont de Colligis célèbre pour son banc de calcaire grossier exploité dès le haut Moyen Âge. Au 2e du parti, la crosse fait référence à l'abbaye Saint-Jean de Laon, propriétaire du village jusqu'à la Révolution et qui portait : d'azur à une crosse d'or posée en pal, cantonnée de quatre fleurs de lys du même et chargée sur le fut de deux autres fleurs de lys aussi d'or brochant sur le tout. La fasce ondée représente la rivière Ailette qui traverse la commune. Adopté en 1931. |

| Blason de Condé-en-Brie | Blason  | D'azur à trois fleurs de lys d'or, celle du chef dextre brochant sur une cotice alésée de gueules*. Ornements extérieursCroix de guerre 1914-1918                                                                                |
| Blason de Condé-en-Brie | Détails | * Il y a là non-respect de la règle de contrariété des couleurs : ces armes sont fautives (gueules/azur). * Les armoiries de la commune rappellent celles de la maison de Condé, dont le fief se situe sur la commune. - Adopté. |

| Blason de Condren | Blason  | Écartelé : au 1er d’azur à la colombe d'argent volant et à la champagne de vair, au 2e de gueules aux trois lionceaux de sable, au 3e de gueules aux trois épis de blé d'or, au quatrième d’azur aux trois fleurs de lys d'or. Ornements extérieursCroix de guerre 1914-1918 Devise / CriContraginum je me nomme, Condren je deviens en l'an III. |
| Blason de Condren | Détails | Adopté en 1988. Auteur(s)Gérald Nabéres |

| Blason de Corbeny | Blason  | D'azur au chevron d'or. Ornements extérieursCroix de guerre 1914-1918 |
| Blason de Corbeny | Détails | Le statut officiel du blason reste à déterminer.                      |

| Blason de Coucy-le-Château-Auffrique | Blason  | Fascé de vair et de gueules de six pièces. Ornements extérieursCroix de guerre 1914-1918 |
| Blason de Coucy-le-Château-Auffrique | Détails | Adopté.                                                                                  |

| Blason de Coucy-lès-Eppes | Blason  | Écartelé en sautoir : au 1er d'argent au château du lieu du même, sans toiture, posé en perspective, le corps principal ouvert et ajouré de gueules, au 2e d'azur à l'abeille en vol d'or, au 3e d'or à deux glands de sinople feuillés d'une pièce du même et passés en sautoir, au 4e d'argent au moulin à vent du même, essoré, ouvert et ajouré de gueules, ailé de sable. Ornements extérieursCroix de guerre 1914-1918 |
| Blason de Coucy-lès-Eppes | Détails | Le statut officiel du blason reste à déterminer. |

| Blason de Coucy-la-Ville | Blason  | Vairé de gueules et d'argent.                    |
| Blason de Coucy-la-Ville | Détails | Le statut officiel du blason reste à déterminer. |

| Blason de Coulonges-Cohan | Blason  | D'azur aux trois fusées d'or accolées en fasce. Ornements extérieursCroix de guerre 1914-1918 |
| Blason de Coulonges-Cohan | Détails | Le statut officiel du blason reste à déterminer.                                              |

| Blason de Courmelles | Blason  | D’argent au vase de gueules.                     |
| Blason de Courmelles | Détails | Le statut officiel du blason reste à déterminer. |

| Blason de Courtemont-Varennes | Blason  | Écartelé : aux 1er et 4e losangé d'argent et de gueules, aux 2e et 3e d'azur à trois têtes de licorne d'argent ; sur le tout, d'azur à trois têtes de léopard arrachées d'or. Ornements extérieursCroix de guerre 1914-1918 |
| Blason de Courtemont-Varennes | Détails | Le statut officiel du blason reste à déterminer. |

| Blason de Craonne | Blason  | D’or au pal d’azur chargé d’une grappe de raisin surmontée d’une couronne et soutenue d’une gerbe de blé, le tout du champ, le pal accosté de deux épées de gueules chargées chacune d’un écusson de sinople, portant à dextre la date 1814 d’or et à senestre la date de 1914 du même. Ornements extérieursCroix de guerre 1914-1918 |
| Blason de Craonne | Détails | Le statut officiel du blason reste à déterminer. |

| Blason de Crécy-au-Mont | Blason  | D'or à l'ancre renversée de sable ; mantelé de gueules chargé en chef d'une épée flamboyante basse d'argent, accostée de deux croisettes du même. Ornements extérieursCroix de guerre 1914-1918 |
| Blason de Crécy-au-Mont | Détails | Sur site Commune, 2017 Auteur(s)J-F Binon |

| Blason de Crécy-sur-Serre | Blason  | De gueules à la burelle ondée d'argent (d'azur) ; à deux crosses d'or, passées en sautoir et brochant sur le tout. Ornements extérieursCroix de guerre 1914-1918 |
| Blason de Crécy-sur-Serre | Détails | Le statut officiel du blason reste à déterminer. |

| Blason de Crépy | Blason  | De gueules à trois épis de blé tigés et feuillés empoignés d'or, au chef cousu de France. |
| Blason de Crépy | Détails | Le statut officiel du blason reste à déterminer.                                          |

| Blason de Croix-Fonsomme | Blason  | D'or au chevron ondé d'azur accompagné de trois tours donjonnées de gueules, ouvertes du champ, maçonnées et hersées de sable. |
| Blason de Croix-Fonsomme | Détails | adopté en 2011 Auteur(s)Alban Perez                                                                                            |

| Blason de Crouttes-sur-Marne | Blason  | Tiercé en fasce : au 1er d’or aux quatre alérions d’azur rangés en fasce, au 2e d’azur à la divise d’argent côtoyée de deux doubles burelles potencées et contre-potencées d’or, au 3e de gueules au silex taillé d’argent accosté de deux grappes de raisin d’or. |
| Blason de Crouttes-sur-Marne | Détails | adopté. Auteur(s)Jean-Paul de Gassowski |

| Blason de Crouy | Blason  | Écartelé : au 1er de gueules à une mitre, une crosse, une bannière chargée d’une étoile et une fleur de lis, le tout d’argent rangé en fasce, au 2e de sinople au fer de moulin d’argent et à la hache de sable brochant en barre, au 3e de gueules à la grappe de raisin feuillée d’argent, au 4e de sinople à l’épi de blé tigé et feuillé d’argent, posé en barre. |
| Blason de Crouy | Détails | Adopté. |

| Blason de Cugny | Blason  | Parti : au 1er d'argent à l'aigle de sable, becquée, languée, membrée et armée d'or, au 2e de gueules à la gerbe de blé d'or ; le tout sommé d'un chef d'azur à la bande d'argent côtoyée par deux doubles cotices potencées et contre-potencée d'or. |
| Blason de Cugny | Détails | adopté en 2016. |

Pour la commune de Celles-sur-Aisne, son blason est considéré comme un pseudo blason car il contrevient aux règles de l'héraldique, même si la commune le considère comme officiel.
Pas d'information pour les communes suivantes : Caillouël-Crépigny, Camelin, Caumont, La Celle-sous-Montmirail, Celles-lès-Condé, Cerizy, Cerny-en-Laonnois, Cerseuil, Cessières-Suzy, Chacrise, Chaillevois, Chalandry, Chamouille, Champs, Chaourse, La Chapelle-Monthodon, Le Charmel, Chartèves, Châtillon-lès-Sons, Châtillon-sur-Oise, Chaudun, Chavigny, Chavonne, Chermizy-Ailles, Chéry-Chartreuve, Chéry-lès-Rozoy, Chevresis-Monceau, Chézy-en-Orxois, Chézy-sur-Marne, Chierry, Chivres-en-Laonnois, Chivres-Val, Chivy-lès-Étouvelles, Cilly, Clairfontaine, Clamecy, Cœuvres-et-Valsery, Coingt, Colonfay, Commenchon, Concevreux, Condé-sur-Aisne, Condé-sur-Suippe, Connigis, Contescourt, Corcy, Coupru, Courbes, Courboin, Courcelles-sur-Vesle, Courchamps, Courmont, Courtrizy-et-Fussigny, Couvrelles, Couvron-et-Aumencourt, Coyolles, Cramaille, Craonnelle, Crézancy, La Croix-sur-Ourcq, Crupilly, Cuffies, Cuirieux, Cuiry-Housse, Cuiry-lès-Chaudardes, Cuiry-lès-Iviers, Cuissy-et-Geny, Cuisy-en-Almont, Cutry, Cys-la-Commune
- Haut – A
- B
- C
- D
- E
- F
- G
- H
- I
- J
- K
- L
- M
- N
- O
- P
- Q
- R
- S
- T
- U
- V
- W
- X
- Y
- Z

## D
| Blason de Dagny-Lambercy | Blason  | D'azur au chevron accompagné en chef de deux étoiles et en pointe d'une coquille, le tout d'argent. |
| Blason de Dagny-Lambercy | Détails | Le statut officiel du blason reste à déterminer.                                                    |

| Blason de Dallon | Blason  | Échiqueté d'azur et d'or (de six tires) ; à la fasce ondée d'argent chargée de trois trèfles de sinople et brochant sur le tout. Ornements extérieursCroix de guerre 1914-1918 |
| Blason de Dallon | Détails | Le statut officiel du blason reste à déterminer. |

| Blason de Danizy | Blason  | D’argent à trois loups ravissants de sable, ceux du chef affrontés. |
| Blason de Danizy | Détails | Le statut officiel du blason reste à déterminer.                    |

| Blason de Dhuys et Morin-en-Brie | Blason  | D'azur à une aigle impériale d'or, surmontée de la couronne impériale du même et tenant dans ses serres un foudre de gueules aux éclairs de sable. Ornements extérieursCroix de guerre 1914-1918 |
| Blason de Dhuys et Morin-en-Brie | Détails | Armes de la commune déléguée de Marchais-en-Brie. Adopté. |

| Blason de Dizy-le-Gros | Blason  | D'azur à la fasce d'argent accompagnée en chef de deux fleurs de lis d'or et en pointe de deux crosses du même passées en sautoir. Ornements extérieursCroix de guerre 1914-1918 |
| Blason de Dizy-le-Gros | Détails | Le statut officiel du blason reste à déterminer. |

| Blason de Douchy | Blason  | Tiercé en pairle renversé: au 1) de gueules à une bourse d'or, au 2) d'argent à un écureuil de sable tenant dans ses pattes une pomme de pin de sinople, au 3) d'azur à un portail d'église d'argent ouvert du champ. |
| Blason de Douchy | Détails | Adopté le 21 février 2021. Auteur(s) J-F Binon |

| Blason de Dury | Blason  | D'azur au chevron d'argent accompagné de trois croissants du même. |
| Blason de Dury | Détails | Le statut officiel du blason reste à déterminer.                   |

Pas d'information pour les communes suivantes : Dammard, Dampleux, Dercy, Deuillet, Dhuizel, Dohis, Dolignon, Dommiers, Domptin, Dorengt, Dravegny, Droizy
- Haut – A
- B
- C
- D
- E
- F
- G
- H
- I
- J
- K
- L
- M
- N
- O
- P
- Q
- R
- S
- T
- U
- V
- W
- X
- Y
- Z

## E
| Blason de Eppes | Blason  | De sinople à six aiglettes d'or, 3, 2 et 1.      |
| Blason de Eppes | Détails | Le statut officiel du blason reste à déterminer. |

| Blason de Esquéhéries | Blason  | D'azur à la façade de l’église fortifiée du lieu de gueules soutenue de l'inscription "Scheriis" en lettre de sable.                                                    |
| Blason de Esquéhéries | Détails | * Il y a là non-respect de la règle de contrariété des couleurs : ces armes sont fautives (Gueules et sable sur azur). Le statut officiel du blason reste à déterminer. |

| Blason de Essigny-le-Grand | Blason  | Écartelé d’or à trois bandes d’azur, et d’or à trois maillets de gueules. Ornements extérieursCroix de guerre 1914-1918 |
| Blason de Essigny-le-Grand | Détails | Le statut officiel du blason reste à déterminer.                                                                        |

| Blason de Essigny-le-Petit | Blason  | D'azur à trois maillets d'argent en chef, senestrés d'une montgolfière de gueules et d'or, la nacelle de pourpre ; à la champagne de sinople* ondée d'une pièce convexe à dextre et d'une pièce concave à senestre, chargée d'une divise ondée de pourpre, elle-même chargée de trois poissons d'argent, le premier posé en bande, le second en fasce et le troisième versé en barre, et surmontée à dextre de deux gerbes de blé d'or. |
| Blason de Essigny-le-Petit | Détails | * Ces armes emploient le terme « cousu » dans le seul but de contrevenir à la règle de contrariété des couleurs : elles sont fautives. Blason adopté en 2010. |

| Blason de Essômes-sur-Marne | Blason  | D'azur au chevron d'or accompagné de deux étoiles à six rais du même en chef et d'une rose de gueules* en pointe.            |
| Blason de Essômes-sur-Marne | Détails | * Il y a là non-respect de la règle de contrariété des couleurs : ces armes sont fautives (gueules sur azur). Blason adopté. |

| Blason de Étampes-sur-Marne | Blason  | De gueules au lion contourné d’argent accompagné en chef à dextre d’une croisette, à senestre d’une étoile et en pointe d’un besant, le tout d’or. Ornements extérieursCroix de guerre 1914-1918 |
| Blason de Étampes-sur-Marne | Détails | Blason adopté en 2003. |

| Blason de Étouvelles | Blason  | D’or à un artichaut de sinople.                  |
| Blason de Étouvelles | Détails | Le statut officiel du blason reste à déterminer. |

| Blason de Étreillers | Blason  | Écartelé : au 1er d'argent à un coq contourné au trait de sable, au 2e d'argent à trois bandes de gueules, au franc-canton senestre d'argent à une étoile de sable, au 3e d'argent à deux bandes de gueules, au franc-canton senestre d'argent à une étoile de sable, au 4e d'argent à une poule au trait de sable. |
| Blason de Étreillers | Détails | Le statut officiel du blason reste à déterminer. Auteur(s)Patrice Nobécourt, sur inspiration des armes de la famille Lescot (Armorial d'Hozier), seigneurs du lieu. |

| Blason à dessiner | Blason  | D'argent à la croix de gueules chargée de cins coquilles d'or; au chef d'argent chargé de l'inscription « Étrépilly » de sable. |
| Blason à dessiner | Détails | Le statut officiel du blason reste à déterminer.                                                                                |

| Blason de Étreux | Blason  | De gueules à la barre d’argent, accompagnée en chef d’un lion d’or et en pointe d’une tour donjonnée de trois pièces du second. Ornements extérieursCroix de guerre 1914-1918 et croix de guerre 1939-1945 |
| Blason de Étreux | Détails | Le statut officiel du blason reste à déterminer. |

| Blason de Évergnicourt | Blason  | D'azur à la croisette pattée d'or, cantonnée en pointe de deux épées hautes de gueules posées en chevron ; au chef d'or chargé de deux coqs hardis affrontés de gueules. |
| Blason de Évergnicourt | Détails | Le statut officiel du blason reste à déterminer. |

Pas d'information pour les communes suivantes : Ébouleau, Effry, Englancourt, Épagny, Éparcy, Épaux-Bézu, Épieds, L'Épine-aux-Bois, Erlon, Erloy, Essises, Estrées, Étaves-et-Bocquiaux, Étréaupont
- Haut – A
- B
- C
- D
- E
- F
- G
- H
- I
- J
- K
- L
- M
- N
- O
- P
- Q
- R
- S
- T
- U
- V
- W
- X
- Y
- Z

## F
| Blason de Fayet | Blason  | (D'azur) au chêne (d'or) accosté de deux fleurs de lys (du même). |
| Blason de Fayet | Détails | Une couleur n'est pas précisée dans le blasonnement ci-dessus. Veuillez faire apparaître la couleur inconnue en blanc (table d'attente) et l'argent en gris. L'Armorial de France propose un champ d'argent, un chêne de sinople et des lys d'azur, mais le blason retrouvé portait des traces de dorure sur l'arbre et les lys. Les couleurs sont donc incertaines. La famille de Laillier (ou Lallier) seigneur de Fayet par acquisition au milieu du XVIe siècle, et ce jusqu'à la Révolution, portait d'azur à un hallier (ou chêne, ou hêtre) d'or, au chef cousu de gueules chargé de trois besants d'or,. Blason historique, retrouvé sur les derniers restes du village antérieurs à la Grande Guerre et adopté. |

| Blason de Fère (La) | Blason  | Fascé de vair et d'or. Ornements extérieursCroix de guerre 1914-1918 |
| Blason de Fère (La) | Détails | Blason adopté.                                                       |

| Blason de Fère-en-Tardenois | Blason  | De sinople au fer à cheval d'or couronné du même. Ornements extérieursCroix de guerre 1914-1918 |
| Blason de Fère-en-Tardenois | Détails | Armes parlantes. (jeu de mots : fer/fère) Le statut officiel du blason reste à déterminer.      |

| Blason de Ferté-Milon (La) | Blason  | D'azur au château de deux tours d'argent, ouvert, ajouré et maçonné de sable. Ornements extérieursCroix de guerre 1914-1918 |
| Blason de Ferté-Milon (La) | Détails | Blason adopté. |

| Blason de Flavy-le-Martel | Blason  | D’hermine à la croix de gueules chargée de cinq coquilles d’or. Ornements extérieursCroix de guerre 1914-1918 |
| Blason de Flavy-le-Martel | Détails | Blason adopté.                                                                                                |

| Blason de Folembray | Blason  | Taillé d'or à un arbre arraché au naturel, et de gueules à un pigeon contourné du premier perché sur une branche de sable ; à la barre de sinople brochant sur la partition. Ornements extérieursCroix de guerre 1914-1918 |
| Blason de Folembray | Détails | Blason adopté. |
| Blason de Folembray | Alias   | D'azur à l'arbre [sec] de sinople soutenu d'un marais [tierce ondée] de sable. |

| Blason de Fonsomme | Blason  | D'argent au pal flamboyant d'azur chargé d'une gerbe de blé d'or liée de gueules et accompagné en chef de deux lions affrontés du même. |
| Blason de Fonsomme | Détails | adopté en 2015. Auteur(s) J-F Binon |

| Blason de Fontaine-Notre-Dame | Blason  | D’azur à deux chevrons d’argent accompagnés de trois hures de sanglier arrachées d’or. |
| Blason de Fontaine-Notre-Dame | Détails | Le statut officiel du blason reste à déterminer.                                       |

| Blason de Fontenelle | Blason  | Tiercé en pairle renversé : au 1er de sinople à une fontaine d'or jaillissant de deux jets d'eau d'argent, au 2e d'or à un crosseron de gueules, au 3e d'azur à la fasce ondée d'argent.                                                                                               |
| Blason de Fontenelle | Détails | Armes parlantes. La fontaine fait référence au nom de la commune. Le crosseron fait référence à saint Ursmer, natif du village. Enfin, la fasce ondée renvoie aux nombreux cours d'eau qui arrosent la commune et en particulier la Sambre. Sur site Commune, 2021 Auteur(s) J-F Binon |

| Blason de Fontenoy | Blason  | De gueules au chevron fascé-ondé d'argent et d'azur, accompagné de deux oies en chef et d'une rose en pointe, le tout d'or. Ornements extérieursCroix de guerre 1914-1918 |
| Blason de Fontenoy | Détails | Blason adopté. |

| Blason de Foreste | Blason  | D'argent à trois arbres coupés de sinople, au chef d'azur chargé de trois étoiles de six rais d'argent.                 |
| Blason de Foreste | Détails | Blason retrouvé sur une fresque héraldique située dans la gare de Ham. Le statut officiel du blason reste à déterminer. |

| Blason de Franqueville | Blason  | Parti de gueules à la bande de vair et de sinople à saint Jean Baptiste d'or.                                                                                               |
| Blason de Franqueville | Détails | Le dextre est le blason de la famille de Longueval. Le senestre représente saint Jean-Baptiste, le saint patron de la commune. adopté le 17 avril 2015. Auteur(s) J-F Binon |

| Blason de Fresnoy-le-Grand | Blason  | D’azur à trois paniers d’osier d’or. Ornements extérieursCroix de guerre 1914-1918 |
| Blason de Fresnoy-le-Grand | Détails | Le statut officiel du blason reste à déterminer.                                   |

Pas d'information pour les communes suivantes : Faucoucourt, Faverolles, La Ferté-Chevresis, Fesmy-le-Sart, Festieux, Fieulaine, Filain, La Flamengrie, Flavigny-le-Grand-et-Beaurain, Fleury, Fluquières, Fontaine-lès-Clercs, Fontaine-lès-Vervins, Fontaine-Uterte, Fontenelle-en-Brie, Fossoy, Fourdrain, Francilly-Selency, Fresnes-en-Tardenois, Fresnes-sous-Coucy, Fressancourt, Frières-Faillouël, Froidestrées, Froidmont-Cohartille
- Haut – A
- B
- C
- D
- E
- F
- G
- H
- I
- J
- K
- L
- M
- N
- O
- P
- Q
- R
- S
- T
- U
- V
- W
- X
- Y
- Z

## G
| Blason de Germaine | Blason  | Tiercé en pairle renversé : au 1er d'azur à la bande d'argent côtoyée de deux doubles cotices potencées contre-potencées d'or, au 2e de gueules à l'épi de blé tigé et feuillé d'or, au 3e d'or à la tête coupée de cheval de tenné, allumée d'argent et bridée de gueules. |
| Blason de Germaine | Détails | Sur site Commune 2023. Auteur(s) J-F Binon |

| Blason de Gland | Blason  | D'or à la bande de sinople chargée de l'inscription « GLAND » en lettres capitales de sable posées à plomb, accompagnée, en chef, d'une feuille de chêne de sinople posée en bande, nervurée de tenné et englanté d'une pièce du même et, en pointe, d'une grappe de raisin feuillée de sinople, tigée de tenné et posée en bande. Ornements extérieursCroix de guerre 1914-1918 |
| Blason de Gland | Détails | Armes parlantes. Blason adopté. |

| Blason de Gouy | Blason  | Échiqueté d'or et de gueules.                    |
| Blason de Gouy | Détails | Le statut officiel du blason reste à déterminer. |

| Blason de Guignicourt | Blason  | D'argent à trois aigles impériales d'argent, celles du chef adossées. Ornements extérieursCroix de guerre 1914-1918 |
| Blason de Guignicourt | Détails | Commune déléguée intégrée à la commune nouvelle de Villeneuve-sur-Aisne depuis le 1er janvier 2019. Plusieurs variations ont été utilisées par la commune, mais celle-ci est la plus plausible au vu du logo de la commune et du club local de football. |

| Blason de Guise | Blason  | D'azur semé de fleurs de lys d'or, au lion d'argent brochant au canton dextre du chef . Ornements extérieursCroix de guerre 1914-1918 |
| Blason de Guise | Détails | Blason adopté. |

| Blason de Guivry | Blason  | De gueules à deux flèches de sinople* versées et passées en sautoir.                                                                                              |
| Blason de Guivry | Détails | * Il y a là non-respect de la règle de contrariété des couleurs : ces armes sont fautives (sinople sur gueules). Le statut officiel du blason reste à déterminer. |

Pas d'information pour les communes suivantes : Gandelu, Gauchy, Gercy, Gergny, Gernicourt, Gibercourt, Gizy, Glennes, Goudelancourt-lès-Berrieux, Goudelancourt-lès-Pierrepont, Goussancourt, Grand-Rozoy, Grand-Verly, Grandlup-et-Fay, Grandrieux, Gricourt, Grisolles, Gronard, Grougis, Grugies, Guny, Guyencourt
- Haut – A
- B
- C
- D
- E
- F
- G
- H
- I
- J
- K
- L
- M
- N
- O
- P
- Q
- R
- S
- T
- U
- V
- W
- X
- Y
- Z

## H
| Blason de Haramont | Blason  | Tiercé en pairle renversé : au 1er d'azur au panier d'osier d'or, au 2e d'or à la volute de crosse de sable, au 3e de gueules à l'ancre d'argent. |
| Blason de Haramont | Détails | Le panier d'osier symbolise l'activité de la vannerie qui a fait la renommée de la commune. La volute rappelle l'ancien prieuré de Longpré, à laquelle l'histoire de la commune est liée. L'ancre est l'attribut de saint Clément. adopté 2017 Auteur(s) J-F Binon |

| Blason de Hargicourt | Blason  | D'azur au chevron d'or chargé d'un trèfle de gueules, accompagné de quatre pattes de lion d'or armées de gueules . |
| Blason de Hargicourt | Détails | Le statut officiel du blason reste à déterminer.                                                                   |

| Blason de Hautevesnes | Blason  | D'azur à deux bandes ondées abaissées d'argent, accompagnées en chef senestre d'une gerbe de blé d'or; au franc-quartier de gueules chargé d'une colombe d'argent en vol, tenant dans son bec la sainte Ampoule d'or |
| Blason de Hautevesnes | Détails | Sur site de l'Annuaire des Collectivités, 2025. |

| Blason de Hauteville | Blason  | Tiercé en pairle renversé : au 1er d'azur à la bande d'argent côtoyée de deux doubles cotices potencées contre-potencées d'or, au 2e d'or au crosseron de gueules, au 3e de sinople à la fasce ondée d'argent et à l'ancre de marine de sable renversée et brochante. |
| Blason de Hauteville | Détails | adopté en janvier 2019. Auteur(s) J-F Binon |

| Blason de Hirson | Blason  | D’azur au château de trois tours d’argent, maçonné de sable, posé sur une terrasse d'argent. Ornements extérieursCroix de guerre 1914-1918 |
| Blason de Hirson | Détails | Adopté en 1894. |

| Blason de Homblières | Blason  | Échiqueté d'or et d'azur ; au chef d'azur chargé de cinq fleurs de lis d'or. |
| Blason de Homblières | Détails | Le statut officiel du blason reste à déterminer.                             |

Pas d'information pour les communes suivantes : Hannapes, Happencourt, Harcigny, Harly, Hartennes-et-Taux, Hary, Haution, La Hérie, Le Hérie-la-Viéville, Hinacourt, Holnon, Houry, Housset
- Haut – A
- B
- C
- D
- E
- F
- G
- H
- I
- J
- K
- L
- M
- N
- O
- P
- Q
- R
- S
- T
- U
- V
- W
- X
- Y
- Z

## I
| Blason de Iviers | Blason  | Écartelé : au 1er de gueules à la tête de cheval coupée d'argent, au 2e d'azur à deux fasces ondées d'or, au 3e d'azur à l'aéroplane d'or posé en pal, au 4e de gueules au vase à parfum d'argent. |
| Blason de Iviers | Détails | Confirmé par Mairie Auteur(s) J-F Binon |

Pas d'information pour les communes suivantes : Iron, Itancourt

## J
| Blason de Jaulgonne | Blason  | D'or à la champagne haussée d'azur, pignonnée de trois pièces, chargée d'un dauphin d'argent, au comble voûté d'azur ; le tout sommé d'un chef cousu de gueules chargé d'un pampre de tenné feuillé de deux pièces de sinoples et fruité de deux grappes de pourpre. Ornements extérieursCroix de guerre 1914-1918 Devise / CriParva sed formosa (Petite mais mignonne, gentille) |
| Blason de Jaulgonne | Détails | Le statut officiel du blason reste à déterminer. |

| Blason de Jumencourt | Blason  | Parti : au 1er d'argent à deux fasces ondées d'azur, celle en pointe plus petite, au 2e de sinople à un bouquet de trois épis de blé tigés et feuillés d'or et liés de gueules ; le tout sommé d'un chef d'azur à la bande d'argent côtoyée de deux doubles cotices potencées et contre-potencées d'or. |
| Blason de Jumencourt | Détails | Le chef vient du blason de Champagne. Le champ de sinople et le blé évoquent l'agriculture et les ondes l'Ailette et l'Oussent, son affluent, qui arrosent la commune. adopté en novembre 2020. Auteur(s) J-F Binon                                                                                     |

| Blason de Jussy | Blason  | Taillé de gueules à la hure de sanglier de sable* allumée et défendue d'argent, et d'or au trèfle de sinople ; à la cotice ondée en barre d'azur brochant sur la partition ; le tout surmonté d'un comble d'azur chargé de l'inscription d'argent « JUSSY 02 », les chiffres plus petits, accostée de deux épis de blé tigés et feuillés d'or. |
| Blason de Jussy | Détails | * Il y a là non-respect de la règle de contrariété des couleurs : ces armes sont fautives (sable sur gueules). L'hure renvoie à la famille de La Fons qui portait d’argent à trois hures de sanglier de sable arrachées de gueules. Le trèfle évoque les armes des De Langlois, seigneurs de Brouchy (aujourd’hui dans la Somme) le sont aussi de Jussy et Camas. En 1698, Jacques de Langlois, seigneur de Brouchy, est recensé dans la généralité de Soissons. Il porte de gueules à deux chevrons d’argent accompagnés de trois trèfles d’or, deux en chef et un en pointe. La barre d'azur représente le canal qui traverse la commune, et les épis, les agriculteurs exploitant les terres de la commune. Blason adopté en août 2018. |

Pas d'information pour les communes suivantes : Jeancourt, Jeantes, Joncourt, Jouaignes, Jumigny, Juvigny, Juvincourt-et-Damary
- Haut – A
- B
- C
- D
- E
- F
- G
- H
- I
- J
- K
- L
- M
- N
- O
- P
- Q
- R
- S
- T
- U
- V
- W
- X
- Y
- Z

## L
| Blason de Laon | Blason  | D'argent à trois merlettes de sable, au chef d'azur chargé de trois fleurs de lis d'or,. Ornements extérieursCroix de guerre 1914-1918 et Croix de guerre 1939-1945 |
| Blason de Laon | Détails | La merlette représente soit les chevaliers laonnois partis lors de la première croisade ou les bourgeois de la ville qui se sont révoltés en 1112 contre le comte-évêque de Laon, seigneur de la ville. Les fleurs de lis symbolisent l'appartenance de la ville de Laon au domaine royal, qui a d'ailleurs été la capitale du royaume sous les Carolingiens. Blason officiel. |

| Blason de Lappion | Blason  | D’argent à la ruche d’or, bordée de gueules, ouverte de sable, sur une terrasse de sinople chargée de cinq abeilles au naturel, accompagnée en chef de deux abeilles du même. Ornements extérieursCroix de guerre 1914-1918 Devise / CriCastel apium |
| Blason de Lappion | Détails | Le statut officiel du blason reste à déterminer. |

| Blason de Laversine | Blason  | D'azur aux trois fleurs de lys d'or ; à la cotice brochante d'argent. Ornements extérieursCroix de guerre 1914-1918 |
| Blason de Laversine | Détails | Armes de l'abbaye de Saint-Denis, qui était propriétaire du village jusqu'en 1570, brisées d'une cotice. Adopté.    |

| Blason de Lemé | Blason  | Échiqueté de sable et d’argent, au chef du second chargé de deux roses de gueules pointées de sinople . Ornements extérieursCroix de guerre 1914-1918 |
| Blason de Lemé | Détails | Le statut officiel du blason reste à déterminer. |

| Blason de Lempire | Blason  | Parti : au 1er d'azur à la bande d'argent côtoyée de deux doubles cotices potencées contre-potencées d'or, au 2e coupé au I d'or à l'aigle bicéphale de sable et II de gueules à la rose d'argent. Ornements extérieursCroix de guerre 1914-1918 |
| Blason de Lempire | Détails | Commune de l’ancien Cambrésis, elle doit son nom à sa proximité géopolitique avec les Pays-Bas autrichiens, illustrée par l'aigle bicéphale de sable sur un champ d’or de la maison d’Autriche. La rose d’argent est en relation avec l’église du lieu consacrée à la Nativité de la Sainte-Vierge. Le champ de gueules rappelle la destruction du village lors de la Première Guerre mondiale. Le premier parti du blason montre l’appartenance de la commune au département de l’Aisne. utilisée par la commune. Auteur(s)J-F Binon |

| Blason de Lesdins | Blason  | Écartelé : au 1er d'azur à trois fleurs de lys d'or, au 2e de gueules à deux gerbes de blé d'or, liées de sinople et rangées en bande, au 3e de sinople au lion contourné d'or, au 4e d'argent à trois merlettes de sable, le tout sommé d'un comble d'argent chargé de l'inscription « LESDINS » en lettres capitales de sable. |
| Blason de Lesdins | Détails | Adopté. |

| Blason de Lhuys | Blason  | Taillé : au 1er de sinople à la crosse d'abbesse contournée d'or mouvant de la pointe à dextre, senestrée en chef d'un sabot contourné du même, au 2e de gueules à deux fleurs de lis d'or rangées en barre ; à la barre d'or chargée de l'inscription « Saint Médard » de sable. |
| Blason de Lhuys | Détails | Le statut officiel du blason reste à déterminer. |

| Blason de Liesse-Notre-Dame | Blason  | D’argent à trois aiglettes de sable, au chef d'azur chargé des lettres M et A capitales entrelacées d’or. Ornements extérieursCroix de guerre 1914-1918 Devise / CriCausa nostrae laetitae (Cause de notre joie) |
| Blason de Liesse-Notre-Dame | Détails | adopté en 1850. Auteur(s)Amédée Piette |

| Blason de Liez | Blason  | D'or à la barre échiquetée à plomb d'argent et d'azur, chargée d'un écusson de gueules au lion d'argent et accompagnée, en chef, d'une tête de crosse contournée de sable posée en barre et, en pointe, d'une feuille de lierre versée de sinople. Ornements extérieursCroix de guerre 1914-1918 |
| Blason de Liez | Détails | Blason officiel adopté en 1985. |

| Blason de Longpont | Blason  | D’azur au pont de trois arches d’argent posé sur une rivière du même, surmonté de deux fleurs de lys d’or. Ornements extérieursCroix de guerre 1914-1918 |
| Blason de Longpont | Détails | Le statut officiel du blason reste à déterminer. |

| Blason de Lor | Blason  | Coupé mi-parti en chef: au 1 de sable au lion d'argent, armé, lampassé et couronné de sinople, au 2 d'azur à une colombe en vol d'argent tenant dans son bec la sainte Ampoule d'or, au 3 de sinople à sept épis de blés, empoignés en éventail et liés d'or. |
| Blason de Lor | Détails | Sur site de l'Annuaire des Collectivités, 2025. Auteur(s)J-F Binon |

| Blason de Lucy-le-Bocage | Blason  | Parti d’azur et d’or, à l’arbre au naturel brochant et à quatre épis de blé, tigés et feuillés de sinople, passés en sautoir, brochants en pointe ; au chef vergeté d’azur et d’or de dix-huit pièces. |
| Blason de Lucy-le-Bocage | Détails | Le statut officiel du blason reste à déterminer. |

Pas d'information pour les communes suivantes : Laffaux, Laigny, Lanchy, Landifay-et-Bertaignemont, Landouzy-la-Cour, Landouzy-la-Ville, Landricourt, Laniscourt, Largny-sur-Automne, Latilly, Launoy, Laval-en-Laonnois, Lavaqueresse, Lehaucourt, Lerzy, Leschelle, Lesges, Lesquielles-Saint-Germain, Leuilly-sous-Coucy, Leury, Leuze, Levergies, Licy-Clignon, Lierval, Limé, Lislet, Lizy, Logny-lès-Aubenton, Longueval-Barbonval, Louâtre, Loupeigne, Lugny, Luzoir, Ly-Fontaine
- Haut – A
- B
- C
- D
- E
- F
- G
- H
- I
- J
- K
- L
- M
- N
- O
- P
- Q
- R
- S
- T
- U
- V
- W
- X
- Y
- Z

## M
| Blason de Macquigny | Blason  | Écartelé : aux 1er et 4e de gueules à une masse d'armes d'or, aux 2e et 3e burelé de vingt pièces d'argent et d'azur au lambel de gueules. Ornements extérieursCroix de guerre 1914-1918 |
| Blason de Macquigny | Détails | Le statut officiel du blason reste à déterminer. |

| Blason de Marchais-en-Brie | Blason  | D'azur à l'aigle impériale d'or, surmontée de la couronne impériale du même et tenant dans ses serres un foudre de gueules aux éclairs de sable. Ornements extérieursCroix de guerre 1914-1918 |
| Blason de Marchais-en-Brie | Détails | Adopté. |

| Blason de Marfontaine | Blason  | Parti: au 1 d'or à une fontaine d'azur, au 2 de gueules à un agneau pascal couché d'argent portant une croix haute d'or à l'oriflamme d'argent chargé d'une croisette de gueules; le tout au chef d'azur chargé de trois lionceaux d'argent, armés et lampassés de gueules, couronnés d'or. |
| Blason de Marfontaine | Détails | Blason confirmé par la commune. Auteur(s)J-F Binon |

| Blason de Margival | Blason  | D’argent à la croix d’azur chargée de cinq coquilles d’or. Ornements extérieursCroix de guerre 1914-1918 |
| Blason de Margival | Détails | Blason officiel adopté en 1954.                                                                          |

| Blason de Marigny-en-Orxois | Blason  | Écartelé : au 1er d'azur à trois mains dextres appaumées d'or, au 2e de gueules à la bigorne renversée d'argent sommée d'une tour perronnée de trois pièces du même, maçonnée, ouverte et ajourée de sable, le tout accosté de deux rameaux d'or, au 3e de gueules à deux bars adossés d'or, au 4e d'azur à trois fleurs de lys d'or ; sur le tout, de gueules à trois pals de vair. |
| Blason de Marigny-en-Orxois | Détails | adopté en 2013. Auteur(s)F. Girard, de J. Vigneron et de N. Quint |

| Blason de Marle | Blason  | D’azur à trois tours attenantes, celle du centre, ouverte, ajourée et maçonnée de sable, les deux autres, ajourées et maçonnées de sable, surmontées d’une fleur de lys d’argent. Ornements extérieursCroix de guerre 1914-1918 |
| Blason de Marle | Détails | Blason officiel |

| Blason de Marly-Gomont | Blason  | Parti : au 1er coupé au I fascé de gueules et d’argent de huit pièces, au II d’azur à trois fleurs de lis d’or et à la bordure de gueules, au 2e d’azur semé de fleurs de lis d’or ; sur le tout, d’or au lion de gueules. |
| Blason de Marly-Gomont | Détails | Blason officiel. |

| Blason de Mennevret | Blason  | Écartelé: au 1er bandé d'or et de gueules à la tour d'argent ouverte et ajourée de sable brochant, au 2e d'azur à trois jonquilles empoignées d'or tigées et feuillées de sinople, au 3e de sinople à la serpe d'argent emmanchée d'or posée en bande, au 4e d'argent au chêne coupé de sinople, englanté d'or et fûté de tenné. |
| Blason de Mennevret | Détails | Blason sur l'application PanneauPocket, 2024. Auteur(s)J-F Binon |

| Blason de Mesnil-Saint-Laurent | Blason  | D'azur à saint Laurent d'argent tenant dans sa main senestre une palme et un gril du même, accompagné en chef de deux épis de blé tigés et feuillés d'or. |
| Blason de Mesnil-Saint-Laurent | Détails | Il représente saint Laurent, patron de la paroisse et éponyme de la commune. adopté en 2014. Auteur(s)Guy Gachter                                         |

| Blason de Mézières-sur-Oise | Blason  | Fascé d'or et d'azur, à la crosse d'argent brochante. |
| Blason de Mézières-sur-Oise | Détails | Le statut officiel du blason reste à déterminer.      |

| Blason de Monceau-sur-Oise | Blason  | Tiercé en pal : au 1er coupé au I d'or au portail d'église de gueules, au II d'azur au pont droit de trois arches d'or maçonné de sable, au 2e tiercé en fasce au I vairé d'or et de gueules, au II d'azur à la croix d'argent cantonnée de quatre fleurs de lys d'or, au III de gueules à deux clés d'argent passées en sautoir surmontées d'une fleur de lys d'or, au 3e coupé au I d'azur au moulin à eau d'or, au II d'or à la rose de gueules pointée de sinople. Ornements extérieursCroix de guerre 1914-1918 |
| Blason de Monceau-sur-Oise | Détails | Combinaison des armes de l'abbaye Saint-Remi de Reims et de celles de Nicolas de Maubeuge. Saint-Rémi, qui portait d'azur à la croix d'argent cantonnée de quatre fleurs de lys d'or, possédait dans le village une ferme importante, ainsi qu'une grosse partie des terres. Nicolas de Maubeuge, qui portait une losange vairée d'or et de gueules, fut le dernier seigneur de Monceau, avant que le village ne soit rattaché au duché de Guise vers 1660. Création à l'issue d'un concours, adoptée en 2011.       |
| Blason de Monceau-sur-Oise | Alias   | D'azur à la croix d'argent cantonnée de quatre fleurs de lys d'or ; chargée en cœur d'un écusson en losange vairé d'or et de gueules. Ancien blason utilisé jusqu'en 2011. |

| Blason de Mons-en-Laonnois | Blason  | De gueules à la fusée d'or ; chapé d'argent à deux crosses de gueules. |
| Blason de Mons-en-Laonnois | Détails | Le statut officiel du blason reste à déterminer.                       |

| Blason de Montaigu | Blason  | D'azur à la tour d'argent posée sur des rochers d'or ; au chef d'argent chargé de la lettre capitale M de gueules. Ornements extérieursCroix de guerre 1914-1918 |
| Blason de Montaigu | Détails | Le statut officiel du blason reste à déterminer. |

| Blason de Montbrehain | Blason  | Parti : au premier d’azur aux trois poissons d’or posés en pal, au second d’or aux trois fasces de gueules, à la plante arrachée de sinople, les feuilles d’argent brochant sur le tout. Ornements extérieursCroix de guerre 1914-1918 |
| Blason de Montbrehain | Détails | Le statut officiel du blason reste à déterminer. |

| Blason de Montcornet | Blason  | De sable à la bande d’argent, accompagnée en chef d’un écusson écartelé : aux 1er et 4e d’argent aux trois fasces de gueules, aux 2e et 3e d’argent aux trois doloires de gueules et en pointe d’un écusson d’azur à la hache consulaire d’argent entourée d’un faisceau de verges d’or et à la fasce brochant de gueules chargée de trois étoiles d’or. Ornements extérieursCroix de guerre 1914-1918 |
| Blason de Montcornet | Détails | Le statut officiel du blason reste à déterminer. |

| Blason de Montescourt-Lizerolles | Blason  | De sable à la croix d’argent chargée de cinq coquilles de gueules. Ornements extérieursCroix de guerre 1914-1918                                               |
| Blason de Montescourt-Lizerolles | Détails | La commune de Saint-Simon et des communes du département voisin de la Somme portent le même type d'armoiries. Le statut officiel du blason reste à déterminer. |

| Blason de Montigny-en-Arrouaise | Blason  | D'or à la bande d'azur chargée de trois arbres d'argent posés en pal, accompagnée en chef d'une botte de trois carottes de gueules aux fanes de sinople, et en pointe d'un mont de sable. Ornements extérieursCroix de guerre 1914-1918 |
| Blason de Montigny-en-Arrouaise | Détails | adopté en 2006. Auteur(s)Norbert Quint |

| Blason de Montigny-l'Allier | Blason  | Tiercé en pairle renversé: au 1) de sinople à un épi de blé tigé et feuillé d'or, au 2) d'argent à une croisette pattée de gueules, au 3) d'or à la fasce ondée d'azur.. |
| Blason de Montigny-l'Allier | Détails | J-F Binon sur PanneauPocket 2024 Auteur(s)J-F Binon |

| Blason de Montigny-Lengrain | Blason  | D’argent à la montagne de sinople enflammée d’or et de gueules, accompagnée de cinq épis de blé d’or ordonnés en chevron renversé et d’une couronne murale du même en chef senestre ; vêtu au quart à dextre d’or chargé d’une feuille d’érable de gueules et à la cotice en barre d’azur haussée à dextre, brochant sur la partition. |
| Blason de Montigny-Lengrain | Détails | Blason officiel adopté en 2008. |

| Blason de Montlevon | Blason  | Coupé émanché : au 1er de gueules à une tête de cheval coupée d'or, au 2e d'argent à la fasce ondée d'azur, à deux bouquets de quatre épis de blé tigés, feuillés et empoignés d'or, celui de dextre ployé en bande et celui de senestre ployé en barre, brochants. |
| Blason de Montlevon | Détails | Blason sur l'application PanneauPocket, 2022. Auteur(s)J-F Binon |

| Blason de Montreuil-aux-Lions | Blason  | D’argent à la croisette ancrée de gueules accostée de deux lions affrontés d’or, le tout surmonté d’une cordelette de sable mouvant des flancs, nouée au centre et ployée sur les côtés. |
| Blason de Montreuil-aux-Lions | Détails | * Il y a là non-respect de la règle de contrariété des couleurs : ces armes sont fautives (or sur champ d'argent). Le statut officiel du blason reste à déterminer.                      |

| Blason de Moÿ-de-l'Aisne | Blason  | De gueules fretté d'or. Ornements extérieursCroix de guerre 1914-1918 Devise / CriDe mieulx en mieulx |
| Blason de Moÿ-de-l'Aisne | Détails | Blason officiel.                                                                                      |

Pas d'information pour les communes suivantes : Maast-et-Violaine, Mâchecourt, Macogny, Magny-la-Fosse, Maissemy, Maizy, La Malmaison, Malzy, Manicamp, Marchais, Marcy, Marcy-sous-Marle, Marest-Dampcourt, Mareuil-en-Dôle, Marizy-Saint-Mard, Marizy-Sainte-Geneviève, Martigny, Martigny-Courpierre, Mauregny-en-Haye, Mayot, Mennessis, Menneville, Mercin-et-Vaux, Merlieux-et-Fouquerolles, Merval, Mesbrecourt-Richecourt, Meurival, Mézy-Moulins, Missy-aux-Bois, Missy-lès-Pierrepont, Missy-sur-Aisne, Molain, Molinchart, Monampteuil, Monceau-le-Neuf-et-Faucouzy, Monceau-le-Waast, Monceau-lès-Leups, Mondrepuis, Monnes, Mont-d'Origny, Mont-Notre-Dame, Mont-Saint-Jean (Aisne), Mont-Saint-Martin (Aisne), Mont-Saint-Père, Montbavin, Montchâlons, Montfaucon (Aisne), Montgobert, Montgru-Saint-Hilaire, Monthenault, Monthiers, Monthurel, Montigny-le-Franc, Montigny-lès-Condé, Montigny-sous-Marle, Montigny-sur-Crécy, Montloué, Morcourt (Aisne), Morgny-en-Thiérache, Morsain, Mortefontaine (Aisne), Mortiers (Aisne), Moulins (Aisne), Moussy-Verneuil, Muret-et-Crouttes, Muscourt

- Haut – A
- B
- C
- D
- E
- F
- G
- H
- I
- J
- K
- L
- M
- N
- O
- P
- Q
- R
- S
- T
- U
- V
- W
- X
- Y
- Z

## N
| Blason de Neuilly-Saint-Front | Blason  | D'azur à la cotice d'or côtoyée en pointe d'une cotice potencée, les potences dirigées vers le haut, et accompagnée de trois fleurs de lis posées 1 et 2, le tout du même. |
| Blason de Neuilly-Saint-Front | Détails | Le statut officiel du blason reste à déterminer. |

| Blason de Neuville-Saint-Amand | Blason  | D’azur au buste d’évêque mitré, adextré d’une crosse et senestré d’une croix épiscopale, le tout d’argent. Ornements extérieursCroix de guerre 1914-1918 |
| Blason de Neuville-Saint-Amand | Détails | Le statut officiel du blason reste à déterminer. |

| Blason de Nogent-l'Artaud | Blason  | Parti : au 1er d’azur à la cisaille d’or posée en bande et à la faucille du même posée en barre brochant sur la cisaille, au 2e de gueules au marteau d’or posé en bande et à la rape du même posée en barre brochant sur le marteau ; au chef d’argent chargé de trois canettes de sable. |
| Blason de Nogent-l'Artaud | Détails | Blason officiel |

| Blason de Nogentel | Blason  | De gueules au lion d’or allumé, armé et lampassé du champ. Ornements extérieursCroix de guerre 1914-1918 |
| Blason de Nogentel | Détails | Le statut officiel du blason reste à déterminer.                                                         |

| Blason de Nouvion-en-Thiérache (Le) | Blason  | De gueules à la barre d'argent. Ornements extérieursCroix de guerre 1914-1918 |
| Blason de Nouvion-en-Thiérache (Le) | Détails | Le statut officiel du blason reste à déterminer.                              |

Pas d'information pour les communes suivantes : Nampcelles-la-Cour, Nampteuil-sous-Muret, Nanteuil-la-Fosse, Nanteuil-Notre-Dame, Nauroy, Nesles-la-Montagne, Neufchâtel-sur-Aisne, Neuflieux, Neuve-Maison, La Neuville-Bosmont, La Neuville-en-Beine, La Neuville-Housset, La Neuville-lès-Dorengt, Neuville-sur-Ailette, Neuville-sur-Margival, Neuvillette, Nizy-le-Comte, Noircourt, Noroy-sur-Ourcq, Nouvion-et-Catillon, Nouvion-le-Comte, Nouvion-le-Vineux, Nouvron-Vingré, Noyales, Noyant-et-Aconin
- Haut – A
- B
- C
- D
- E
- F
- G
- H
- I
- J
- K
- L
- M
- N
- O
- P
- Q
- R
- S
- T
- U
- V
- W
- X
- Y
- Z

## O
| Blason de Oigny-en-Valois | Blason  | D'azur, au chevron d'or, accompagné en chef de deux colombes affrontées d'argent et en pointe d'un croissant du même, au chef de gueules, chargé de trois étoiles d'argent ; au franc-canton d'azur chargé d'une épée d'argent garnie d'or. |
| Blason de Oigny-en-Valois | Détails | Armoiries du général d’Empire Henri François Marie Charpentier. Le statut officiel du blason reste à déterminer. |

| Blason de Orainville | Blason  | Coupé ondé mi-parti en chef: au 1 de gueules à deux étoiles d'or rangées en bande, au 2 d'or à trois merlettes de sable, au 3 d'azur à un dragon d'argent. |
| Blason de Orainville | Détails | adopté Octobre 2025 Auteur(s)J.-F. Binon |

| Blason de Origny-en-Thiérache | Blason  | D'argent à la croix ancrée de sable percée en cœur d'une losange du champ. Ornements extérieursCroix de guerre 1914-1918 |
| Blason de Origny-en-Thiérache | Détails | La croix ancrée de sable symbolise les bons rapports entre les habitants d'Origny et le seigneur de la commune et les religieux de l'abbaye de Foigny. Des membres de la famille seigneuriale ont participé aux croisades. Le blason est présent sur la façade de l'hôtel de ville. Blason officiel. |

| Blason de Origny-Sainte-Benoite | Blason  | D'azur semé de fleurs de lys d'argent. Ornements extérieursCroix de guerre 1914-1918 |
| Blason de Origny-Sainte-Benoite | Détails | La commune a adopté les armoiries de son abbaye bénédictine fondée vers 854 par l'évêque de Laon, Pardule, et la reine Ermentrude, épouse de Charles le Chauve. Elle est installée à l'emplacement du tombeau de sainte Benoîte, fille de sénateur romain venue en pèlerinage pour vénérer les reliques de saint Quentin et qui décida de poursuivre son action dans la région. En 362, elle subit le martyre sous le règne de Julien. Le statut officiel du blason reste à déterminer. |

| Blason de Oulchy-le-Château | Blason  | D’azur semé de billettes d’or au lion brochant du même. Ornements extérieursCroix de guerre 1914-1918 |
| Blason de Oulchy-le-Château | Détails | Le statut officiel du blason reste à déterminer.                                                      |

Pas d'information pour les communes suivantes : Œuilly, Ognes, Ohis, Oisy, Ollezy, Omissy, Orgeval, Osly-Courtil, Ostel, Oulches-la-Vallée-Foulon, Oulchy-la-Ville
- Haut – A
- B
- C
- D
- E
- F
- G
- H
- I
- J
- K
- L
- M
- N
- O
- P
- Q
- R
- S
- T
- U
- V
- W
- X
- Y
- Z

## P
| Blason de Paars | Blason  | Tiercé en pairle renversé : au 1er d'or à une mitre de gueules brochant sur une crosse contournée du même posée en barre, au 2e de sinople à un épi de blé tigé et feuillé d'or, au 3e d'azur à la fasce ondée d'argent. Ornements extérieursCroix de guerre 1914-1918 |
| Blason de Paars | Détails | Blason sur l'application PanneauPocket 2021 Auteur(s)J-F Binon |

| Blason de Pargny-Filain | Blason  | D'azur à la cotice componée de gueules et d'or, accompagnée à senestre de deux épis de blé, tigés, feuillés et empoignés d'or et en pointe d'une barre de navigation du même. Ornements extérieursCroix de guerre 1914-1918 Devise / CriEntre terre et eau   |
| Blason de Pargny-Filain | Détails | Reprend la devise de la commune : la terre est représentée par deux épis de blé et l'eau par une barre de navigation, le village étant traversé par le canal de l'Oise à l'Aisne où circulent des péniches. Le statut officiel du blason reste à déterminer. |

| Blason de Pasly | Blason  | Taillé : au 1er d'azur à la feuille de groseillier d'or posée en barre, au 2e de sinople à la pomme de pin d'or posée en barre, le pédoncule en haut ; à la cotice en barre d'argent, brochant sur la partition et chargée, en chef, de trois lionceaux de gueules et, en pointe, de trois fleurs de lys d'or, tous posés à plomb et rangés en barre. |
| Blason de Pasly | Détails | Blason officiel. |

| Blason de Pavant | Blason  | D’argent au lion de sable, armé et lampassé de gueules, accompagné de trois étoiles aussi de sable. |
| Blason de Pavant | Détails | Le statut officiel du blason reste à déterminer.                                                    |

| Blason de Petit-Verly | Blason  | D'azur au chevron d'or versé et failli à senestre surmonté d'un agneau pascal couché et contourné d'argent, tenant un guidon croiseté d'or à la bannière d'argent chargée d'une croisette de gueules ; au chef d'argent chargé de trois lionceaux de gueules. |
| Blason de Petit-Verly | Détails | Confirmé Mairie 17/12/2021 Auteur(s)J-F Binon |

| Blason de Pierrepont | Blason  | D’azur au pont de trois arches d’argent, maçonné de sable. |
| Blason de Pierrepont | Détails | Le statut officiel du blason reste à déterminer.           |

| Blason de Pinon | Blason  | Écartelé : aux 1er et 4e de gueules à la pomme de pin d'argent, aux 2e et 3e de sinople au créquier de cinq branches d'or ; sur le tout, fascé de vair et de gueules et au franc-canton d'argent plain. Ornements extérieursCroix de guerre 1914-1918 Croix de guerre 1939-1945 Devise / CriMontis vires vallisque lenitas (Force de la montagne, douceur de la vallée) |
| Blason de Pinon | Détails | Armes parlantes. (pomme de pin) Blason officiel. |

| Blason de Pithon | Blason  | Tiercé en pairle renversé : au 1er de sinople à une colombe en vol d'argent tenant dans son bec la sainte Ampoule d'or, au 2e d'or à trois croissants de gueules, au 3e d'azur à trois fasces ondées d'argent et à une ancre versée de sable brochante. |
| Blason de Pithon | Détails | adopté en octobre 2021. Auteur(s)J-F Binon |

| Blason de Prémont | Blason  | De gueules à trois chevrons d'argent ; à la bordure du même. |
| Blason de Prémont | Détails | Inspiré des armes de la famille de Prémont qui portait de gueules à trois chevrons d'or, à la bordure d'argent. Le statut officiel du blason reste à déterminer. |

| Blason de Proisy | Blason  | D'azur à trois lionceaux d'argent, armés et lampassés de gueules. Ornements extérieursCroix de guerre 1914-1918 |
| Blason de Proisy | Détails | Blason officiel.                                                                                                |

| Blason de Proviseux-et-Plesnoy | Blason  | Tiercé en pairle renversé : au 1er de gueules à saint Étienne d'argent tenant de sa main dextre une palme du même, au 2e d'or à un lion d'azur armé et lampassé de gueules, au 3e de sinople à sept épis de blé d'or posés en éventail et liés de gueules. |
| Blason de Proviseux-et-Plesnoy | Détails | Saint Étienne est le patron de la paroisse. Le lion d'azur est repris du blason du comte de Roucy. Le sinople et le blé évoquent l'agriculture. adopté en novembre 2020. Auteur(s)J-F Binon                                                                |
| Blason de Proviseux-et-Plesnoy | Alias   | Écartelé de gueules et d'azur ; à la croix d'argent brochant sur la partition. |

| Blason de Puisieux-et-Clanlieu | Blason  | D'argent semé de fleurs de lys de sable. Ornements extérieursCroix de guerre 1914-1918                                                        |
| Blason de Puisieux-et-Clanlieu | Détails | Armoiries de la famille Fay d'Athies qui fut seigneur de la commune de 1417 à la Révolution. Le statut officiel du blason reste à déterminer. |

Pas d'information pour les communes suivantes : Paissy, Pancy-Courtecon, Papleux, Parcy-et-Tigny, Parfondeval, Parfondru, Pargnan, Pargny-la-Dhuys, Pargny-les-Bois, Parpeville, Passy-en-Valois, Passy-sur-Marne, Perles, Pernant, Pierremande, Pignicourt, Pleine-Selve, Le Plessier-Huleu, Ploisy, Plomion, Ployart-et-Vaurseine, Pommiers, Pont-Arcy, Pont-Saint-Mard, Pontavert, Pontru, Pontruet, Pouilly-sur-Serre, Prémontré, Presles-et-Boves, Presles-et-Thierny, Priez, Prisces, Proix, Prouvais, Puiseux-en-Retz.
- Haut – A
- B
- C
- D
- E
- F
- G
- H
- I
- J
- K
- L
- M
- N
- O
- P
- Q
- R
- S
- T
- U
- V
- W
- X
- Y
- Z

## Q
| Blason de Quessy | Blason  | D'azur à la croix d'or. Ornements extérieursCroix de guerre 1914-1918                                                         |
| Blason de Quessy | Détails | Armoiries de son ancien prieuré. * Quessy est une ancienne commune du département, intégrée en 1992 à la commune de Tergnier. |

| Blason de Quierzy | Blason  | D'azur à la fasce d'or.                                                              |
| Blason de Quierzy | Détails | Armes de la famille de Quierzy (ou de Chérisy) avec émaux inversés. Blason officiel. |

Pas d'information pour les communes suivantes : Quincy-Basse, Quincy-sous-le-Mont

## R
| Blason de Remigny | Blason  | Parti : au 1er d'or à un manteau de gueules posé sur le fil d'une épée basse d'argent posée en bande, au 2e de sinople à une gerbe de blé d'or liée de gueules ; au chef échiqueté d'argent et d'azur de trois tires et à trois fleurs de lys d'or. |
| Blason de Remigny | Détails | Adopté le 7 janvier 2022. Auteur(s)J-F Binon |

| Blason de Renansart | Blason  | D'argent au cheval cabré de sable.               |
| Blason de Renansart | Détails | Le statut officiel du blason reste à déterminer. |

| Blason de Renneval | Blason  | D’or à la croix de sable chargée de cinq coquilles d’argent. |
| Blason de Renneval | Détails | Le statut officiel du blason reste à déterminer.             |

| Blason de Résigny | Blason  | Deux écus accolés : 1 d’azur aux trois chevrons d’or, 2 d’azur aux trois poissons d’argent posés en pal. |
| Blason de Résigny | Détails | Le statut officiel du blason reste à déterminer.                                                         |

| Blason de Ressons-le-Long | Blason  | Coupé, au 1er de sinople à la crosse d'or accostée de deux tentes du même ; au 2e d'argent au dragon de gueules. |
| Blason de Ressons-le-Long | Détails | adopté en 2010. Auteur(s)J-F Binon                                                                               |

| Blason de Retheuil | Blason  | Coupé : au 1er de gueules à l'église du lieu d'argent, au 2e d'azur à l'aigle impériale, la tête contournée d'or. Ornements extérieursCroix de guerre 1914-1918 |
| Blason de Retheuil | Détails | Blason adopté. |

| Blason de Reuilly-Sauvigny | Blason  | De sinople à l’épée d’or, à la fasce ondée d’argent brochant sur le tout chargée de trois lionceaux de gueules . Ornements extérieursCroix de guerre 1914-1918 |
| Blason de Reuilly-Sauvigny | Détails | adopté en 2006. Auteur(s)J-F Binon |

| Blason de Révillon | Blason  | D’or au chevron d’azur, accompagné de trois clous de sable, au chef aussi d’azur chargé d’un lion léopardé d’argent, armé et lampassé de gueules. Ornements extérieursCroix de guerre 1914-1918 |
| Blason de Révillon | Détails | Le statut officiel du blason reste à déterminer. |

| Blason de Ribemont | Blason  | De gueules, à la montagne d'argent, surmontée d'un soleil d'or et accostée de deux gerbes de blé du même ; au chef cousu d'azur, chargé de trois fleurs de lis d'or. Ornements extérieursCroix de guerre 1914-1918 |
| Blason de Ribemont | Détails | Blason officiel |
| Blason de Ribemont | Alias   | Échiqueté d’or et d’azur. |

| Blason de Roucy | Blason  | De gueules à la cotice en barre d'argent chargée de dix fleurs de lys de sable posées dans le sens de la bande, accompagnée en chef d'un chou d'or et en pointe d'un lion d'argent. Ornements extérieursCroix de guerre 1914-1918 |
| Blason de Roucy | Détails | Le chou est le symbole d'Hugues Cholet, comte de Roucy au début du XIIe siècle. Un cholet étant à l'époque un petit chou ou un chou sauvage. Blason officiel.                                                                     |

| Blason de Rougeries | Blason  | Coupé ondé : au 1er d’argent à la croix de gueules cantonnée au 1er et 4e d’une fleur de lys de sable, au 2e d’azur aux trois épis de blé d’or. Ornements extérieursCroix de guerre 1914-1918 |
| Blason de Rougeries | Détails | adopté en 2006. Auteur(s)J-F Binon |

| Blason de Royaucourt-et-Chailvet | Blason  | - Tiercé en pairle renversé: au 1) d'argent à saint Julien au naturel tenant de sa dextre par la lame une épée basse d'argent garnie d'or et de sa senestre un livre du même; au 2) de gueules à un paysan au trait d'argent tenant de sa dextre une fourche posée en pal et de sa senestre une faux posée en fasce; au 3) d'azur à une fleur de lis d'or; le tout au comble d'azur chargé de trois feuilles de vignes versées d'or. |
| Blason de Royaucourt-et-Chailvet | Détails | Blason adopté en 2015. |

| Blason de Rozoy-sur-Serre | Blason  | D’argent aux trois roses de gueules boutonnées d’or. Ornements extérieursCroix de guerre 1914-1918 Devise / CriRosa inter flores (Rose au milieu des fleurs) |
| Blason de Rozoy-sur-Serre | Détails | Armes parlantes. Le statut officiel du blason reste à déterminer.                                                                                            |

Pas d'information pour les communes suivantes : Raillimont, Ramicourt, Regny, Remaucourt, Remies, Ribeauville, Rocourt-Saint-Martin, Rocquigny, Rogécourt, Rogny, Romeny-sur-Marne, Romery, Ronchères, Roupy, Rouvroy, Rouvroy-sur-Serre, Rozet-Saint-Albin, Rozières-sur-Crise, Rozoy-Bellevalle
- Haut – A
- B
- C
- D
- E
- F
- G
- H
- I
- J
- K
- L
- M
- N
- O
- P
- Q
- R
- S
- T
- U
- V
- W
- X
- Y
- Z

## S
| Blason de Saconin-et-Breuil | Blason  | De gueules au preux chevalier tenant de sa main dextre une épée et de sa main senestre un bouclier, affrontant un monstre sous la forme d’une lionne, le tout d’or, sur une terrasse du même. Ornements extérieursCroix de guerre 1914-1918                                                                                        |
| Blason de Saconin-et-Breuil | Détails | Renvoie à une légende locale racontant qu'au nord de Saconin Enguerrand II, seigneur de Coucy entre 1130 et 1149, aurait tué une bête féroce qui terrorisait le pays. Le monstre, dont la rumeur parlait d'un lion, est tué en forêt de Prémontré sur les terres de l'abbaye de Nogent-sous-Coucy. Blason officiel adopté en 1993. |

| Blason de Sains-Richaumont | Blason  | D’azur aux dix losanges d’or ordonnées 3.3.3.1.  |
| Blason de Sains-Richaumont | Détails | Le statut officiel du blason reste à déterminer. |

| Blason de Saint-Erme-Outre-et-Ramecourt | Blason  | De sinople à la grive perchée sur une branche posée en fasce en pointe, avec son caillou, picorant une grappe de raisin appendue à une branche posée en fasce en chef, le tout au naturel. |
| Blason de Saint-Erme-Outre-et-Ramecourt | Détails | Le statut officiel du blason reste à déterminer. |

| Blason de Saint-Gobain | Blason  | De sable aux trois salamandres d’argent rangées en pal, la première et la dernière contournées ; au chef coupé de vair et de gueules. Ornements extérieursCroix de guerre 1914-1918 |
| Blason de Saint-Gobain | Détails | Blason officiel. |

| Blason de Saint-Mard | Blason  | De gueules à trois clefs d'or. Ornements extérieursCroix de guerre 1914-1918                                                                |
| Blason de Saint-Mard | Détails | Les trois clés rappellent l'union en 1178 par charte communale des paroisses de Saint-Mard, Presles et Cys. Visible sur les plaques de rue. |

| Blason de Saint-Michel | Blason  | De sable au vol d’argent, au chef du même chargé d’une aigle issante du champ. |
| Blason de Saint-Michel | Détails | Le statut officiel du blason reste à déterminer.                               |

| Blason de Saint-Pierre-Aigle | Blason  | Coupé : au 1er d'azur à deux clefs d'or passées en sautoir, au 2e d'or à l'aigle d'azur. |
| Blason de Saint-Pierre-Aigle | Détails | Armes parlantes. (rébus : clés de Saint-Pierre + aigle) Blason officiel                  |

| Blason de Saint-Quentin | Blason  | D'azur, à un buste de Saint-Quentin d'argent, accompagné de trois fleurs de lis d'or . Ornements extérieursCroix des maïeurs Croix de chevalier de la Légion d'honneur Croix de guerre 1914-1918 Devise / CriPro deo rege et patria (Pour Dieu, le Roi et la Patrie)            |
| Blason de Saint-Quentin | Détails | Armes parlantes. Blason officiel |
| Blason de Saint-Quentin | Alias   | De gueules, à un buste de Saint-Quentin d'argent, accompagné de trois fleurs de lis d'or, deux en chef et une en pointe. Cet alias est uniquement évoqué dans l'ouvrage de La France illustrée de Victor Adolphe Malte-Brun et il se peut qu'il n'ait jamais réellement existé. |

| Blason de Saint-Simon | Blason  | De sable à la croix d’argent chargée de cinq coquilles de gueules. Ornements extérieursCroix de guerre 1914-1918                                                          |
| Blason de Saint-Simon | Détails | La commune de Montescourt-Lizerolles et des communes du département voisin de la Somme portent le même type d'armoiries. Le statut officiel du blason reste à déterminer. |

| Blason de Sainte-Preuve | Blason  | D'azur à la fasce d'or accompagnée en chef d'une étoile d'argent et en pointe de deux épis de blé (tigés et feuillés) d'or. |
| Blason de Sainte-Preuve | Détails | Armes de la famille Binet de Boisgiroult de Sainte-Preuve. Le statut officiel du blason reste à déterminer.                 |

| Blason de Sancy-les-Cheminots | Blason  | D'azur à une section de rail de sable* sommé d'une étoile d'or, accosté de 2 branches d'olivier d'argent, fruitées de sable, les tiges passées en sautoir. Ornements extérieursCroix de guerre 1914-1918 |
| Blason de Sancy-les-Cheminots | Détails | * Il y a là non-respect de la règle de contrariété des couleurs : ces armes sont fautives. Armes parlantes. Le statut officiel du blason reste à déterminer.                                             |

| Blason de Saponay | Blason  | Tiercé en pairle renversé : au 1er d'azur semé de billettes d'or, à un lion brochant du même, au 2e d'or à une tige de saponaire feuillée de sinople et fleurie d'argent, au 3e de gueules à la fasce ondée d'argent et à une gerbe de blé d'or brochante. |
| Blason de Saponay | Détails | Adopté le 9 novembre 2020. Auteur(s)J-F Binon |

| Blason de Seboncourt | Blason  | D’azur aux trois chevrons d’or. Ornements extérieursCroix de guerre 1914-1918                               |
| Blason de Seboncourt | Détails | La commune d'Y dans la Somme partage le même blasonnement. Le statut officiel du blason reste à déterminer. |

| Blason de Selens | Blason  | Tiercé en pairle : au 1er d'or à la lettre capitale S de sable, au 2e d'azur à la rose de jardin d'argent tigée et feuillée du même posée en bande, au 3e de gueules à l'épi de blé d'or tigé et feuillé du même posé en barre.                                                                     |
| Blason de Selens | Détails | Le premier est l'initiale de la commune, l'épi de blé d’or y figure car la commune se situe au fond d’un vallon dominé par de vastes plateaux céréaliers. La rose de jardin d’argent sur fond d’azur rappelle que l’église du village est consacrée à la Vierge. adopté en 2017. Auteur(s)J-F Binon |

| Blason à dessiner | Blason  | (2025) D'argent à la fourmi de sable accompagnée aux flancs et en pointe de sept arbres du même ordonnés en orle; au chef d'azur chargé de trois épis de blé tigés et feuillés d'or. |
| Blason à dessiner | Détails | Adopté le 13 mars 2025. |

| Blason de Sequehart | Blason  | Écartelé : au 1er d'argent à l'arbre sec arraché de sable, au 2e échiqueté d'or et d'azur de quatre tires, au 3e d'azur au buste de saint Quentin les épaules percées chacune d'un clou, accompagné en chef de deux besants, le tout d'or, au 4e d'argent à un chardon coupé de sinople. Ornements extérieursCroix de guerre 1914-1918                                                                                                   |
| Blason de Sequehart | Détails | Armes parlantes (arbre sec, avec inversion des deux mots + un à peu près : arbre sec → Sequehart). L'arbre sec évoque le nom de la commune, l'échiqueté rappelle le Vermandois, saint Quentin est le patron de la paroisse locale, les besants viennent des armes de la famille de Melun, seigneur du village du XVIe au XVIIIe siècle, et enfin, le chardon est pour le hameau du Chardon-Vert. adopté en mars 2021. Auteur(s)J-F Binon |

| Blason de Serain | Blason  | D'argent au sautoir de gueules cantonné de quatre lionceaux de sable. |
| Blason de Serain | Détails | Le statut officiel du blason reste à déterminer.                      |

| Blason de Seraucourt-le-Grand | Blason  | De gueules aux trois chevrons de vair. |
| Blason de Seraucourt-le-Grand | Détails | L'Armorial de France indique ne pas connaître les couleurs du blason sculpté sur la façade de l'hôtel de ville. Le statut officiel du blason reste à déterminer. |

| Blason de Servais | Blason  | D'azur au sautoir cousu de gueules, cantonné de quatre oiseaux d'argent, les 2e et 4e contournés. Ornements extérieursCroix de guerre 1914-1918 |
| Blason de Servais | Détails | * Il y a là non-respect de la règle de contrariété des couleurs : ces armes sont fautives (azur chargé de gueules). Inspiré des armes de Jacques Charles Hubert Régnier de Rohaut, seigneur de Servais, qui portait d'or au sautoir de gueules accompagné de quatre merlettes de sable. Blason officiel. |

| Blason de Sinceny | Blason  | De sable à trois fasces ondées d'or. |
| Blason de Sinceny | Détails | Blason officiel.                     |

| Blason de Sissonne | Blason  | D'or au lion d'azur armé et lampassé de gueules, au croissant d'argent brochant. Ornements extérieursCroix de guerre 1914-1918 |
| Blason de Sissonne | Détails | Armes du dernier seigneur particulier de la commune, Miles (ou Milon) de Sissonne. Blason officiel.                            |

| Blason de Sissy | Blason  | Parti : au 1er d'azur au lion d'or, au 2e tiercé en fasce : au I d'or à la fleur de lis de gueules, au II d'azur à la tour d'or, au III d'azur à trois croisettes d'or rangées en fasce. |
| Blason de Sissy | Détails | Le statut officiel du blason reste à déterminer. |

| Blason de Soissons | Blason  | D'azur, à une fleur de lis d'argent. Ornements extérieursCroix de chevalier de la Légion d'honneur Croix de guerre 1914-1918 Devise / CriFidelis aduror amore (Fidèle, je brûle d'amour) |
| Blason de Soissons | Détails | Blason officiel accordé par ordonnance royale du 3 février 1819. |
| Blason de Soissons | Alias   | De gueules à la fleur de lis d'argent. Ancien blason connu de la ville utilisé avant l'ordonnance de 1819. Celui-ci a été changé pour éviter la confusion avec celui de Lille.           |

| Blason de Soupir | Blason  | Tiercé en pairle renversé: au 1) de gueules à trois croix latines d'argent, au 2) d'azur au lion d'or, armé et lampassé de gueules, au 3) de sinople à la fasce ondée d'argent, accompagnée en chef d'un porche de château détruit (du lieu) d'or, et en pointe de deux épis de blé du même, posés en chevron versé |
| Blason de Soupir | Détails | adopté 2016. Auteur(s)J-F Binon |

| Blason de Suzy | Blason  | D'azur à la bande cousue de gueules chargée de trois besants d'or et accompagnée de deux hures de sanglier de sable, celle du chef contournée.                                                            |
| Blason de Suzy | Détails | * Il y a là non-respect de la règle de contrariété des couleurs : ces armes sont fautives. Blason officiel. Commune déléguée intégrée à la commune nouvelle de Cessières-Suzy depuis le 1er janvier 2019. |

Pas d'information pour les communes suivantes : Saint-Agnan, Saint-Algis, Saint-Aubin, Saint-Bandry, Saint-Christophe-à-Berry, Saint-Clément, Saint-Eugène, Saint-Gengoulph, Saint-Gobert, Saint-Martin-Rivière, Saint-Nicolas-aux-Bois, Saint-Paul-aux-Bois, Saint-Pierre-lès-Franqueville, Saint-Pierremont, Saint-Rémy-Blanzy, Saint-Thibaut, Saint-Thomas, Sainte-Croix, Sainte-Geneviève, Samoussy, Saulchery, Savy, La Selve, Septmonts, Serches, Sergy, Seringes-et-Nesles, Sermoise, Serval, Séry-lès-Mézières, Silly-la-Poterie, Soize, Sommelans, Sommeron, Sommette-Eaucourt, Sons-et-Ronchères, Sorbais, Soucy, Le Sourd, Surfontaine.
- Haut – A
- B
- C
- D
- E
- F
- G
- H
- I
- J
- K
- L
- M
- N
- O
- P
- Q
- R
- S
- T
- U
- V
- W
- X
- Y
- Z

## T
| Blason de Tartiers | Blason  | D’azur à la barre d’or chargée de douze flanchis de sable, accompagnée en chef d’un Gaulois d’argent et en pointe d’un moulin à vent du même sur une terrasse isolée de sinople. Ornements extérieursCroix de guerre 1914-1918 |
| Blason de Tartiers | Détails | Le statut officiel du blason reste à déterminer. |

| Blason de Tergnier | Blason  | Écartelé : au 1er d’azur à la crosse d’or, au 2e fascé de vair et de gueules de six pièces, au 3e d’or au lion de sable, au 4e d’or au chef d’hermine. Ornements extérieursCroix de guerre 1914-1918 |
| Blason de Tergnier | Détails | Blason officiel adopté en 1980. |

| Blason de Thenailles | Blason  | D'azur à tenaille d'argent, accompagnée de trois fleurs de lis d'or. |
| Blason de Thenailles | Détails | Armes parlantes. Le statut officiel du blason reste à déterminer.    |

| Blason de Thenelles | Blason  | Bandé de vair appointé et de gueules ; au chef du même chargé de trois pals d'argent. Ornements extérieursCroix de guerre 1914-1918 |
| Blason de Thenelles | Détails | Inspiré des armes de la famille de Longueval, qui portait : bandé de vair et de gueules, auxquelles fut ajouté un chef pouvant constituer une brisure. La famille de Longueval donna des seigneurs du lieu, dont le premier du nom est Aubert Ier de Longueval, attesté en 1301. La seigneurie de Thenelles restera possession de la famille jusqu'au XVIIe siècle, avant de passer à la famille Brûlart. Adopté en juin 2020. |

| Blason de Trélou-sur-Marne | Blason  | Écartelé : au 1er d'azur à deux fleurs de lys en chef soutenues d'un écusson ovale d'argent chargé d'un lion de gueules, au 2e d'argent à la grappe de raisin de pourpre tigée et feuillée de sinople, au 3e d'azur à la bande d'argent côtoyée de deux doubles cotices potencées contre-potencées d'or, au 4e d'azur au coq d'or, becqué, barbé et crêté de gueules sur un rocher isolé d'argent. |
| Blason de Trélou-sur-Marne | Détails | Blason officiel adopté. |

| Blason de Tupigny | Blason  | D'azur à l'écusson d'argent accompagné de huit coquilles du même ordonnées en orle. Ornements extérieursCroix de guerre 1914-1918 |
| Blason de Tupigny | Détails | Armes de la famille de Tupigny, anciens seigneurs du lieu. Le statut officiel du blason reste à déterminer.                       |

Pas d'information pour les communes suivantes : Taillefontaine, Tannières, Tavaux-et-Pontséricourt, Terny-Sorny, Thiernu, Le Thuel, Torcy-en-Valois, Toulis-et-Attencourt, Travecy, Trefcon, Troësnes, Trosly-Loire, Trucy, Tugny-et-Pont

- Haut – A
- B
- C
- D
- E
- F
- G
- H
- I
- J
- K
- L
- M
- N
- O
- P
- Q
- R
- S
- T
- U
- V
- W
- X
- Y
- Z

## U
| Blason de Urcel | Blason  | D'or à trois urcéoles de gueules ; au chef d'azur semé de fleurs de lys d'or et à la croix brochante d'argent chargée d'une crosse de gueules. Ornements extérieursCroix de guerre 1914-1918                                                                            |
| Blason de Urcel | Détails | Armes parlantes (urcéole = Urcel). L'or du champ évoque le sol sablonneux d'une grande partie du terroir communal. Le chef reproduit les armoiries des évêques de Laon dont dépendait la seigneurie d'Urcel. adopté. Auteur(s)Maxime de Sars et René Trochon de Lorière |

| Blason de Urvillers | Blason  | Parti : au 1er de gueules à l'agneau contourné d'or et onglé de sable, au 2e d'or au moulin à vent de gueules ; le tout sommé d'un chef ondé d'azur chargé d'une roue dentée d'argent et brochant sur une enclume du même, accostée de deux épis de blé tigés et feuillés d'or et au comble cousu de sable. Ornements extérieursCroix de guerre 1914-1918 Devise / CriProgrès et tradition |
| Blason de Urvillers | Détails | Le mouton rappelle la tradition d'un élevage d'ovins qui subsiste de longue date. Le moulin évoque le moulin à vent implanté jadis au lieu-dit le Moulin. L'enclume et la roue dentée font allusion à l'ancienne tradition des maréchaux et des métiers connexes ainsi qu'aux évolutions techniques de ces activités locales au bénéfice de l'agriculture et de l'industrie. Les épis de blé symbolisent cette tradition agricole. Quant au sable qui surmonte le chef, il veut suggérer le réseau routier comprenant la route départementale 1044 et l'autoroute des Anglais avec son aire d'Urvillers. adopté le 12 février 2013. Auteur(s)D. Degrémont et D. Buy |

Pas d'information pour les communes suivantes : Ugny-le-Gay
- Haut – A
- B
- C
- D
- E
- F
- G
- H
- I
- J
- K
- L
- M
- N
- O
- P
- Q
- R
- S
- T
- U
- V
- W
- X
- Y
- Z

## V
| Blason de Vailly-sur-Aisne | Blason  | D’azur à la lettre V capitale d’or surmontée d’une fleur de lys du même. |
| Blason de Vailly-sur-Aisne | Détails | Le statut officiel du blason reste à déterminer.                         |

| Blason de Vauxaillon | Blason  | Tiercé en pairle renversé : au 1er de gueules à trois croisettes d'argent, au 2e de sinople au pied de fougère Ophioglossum vulgatum d'argent, au 3e d'azur à la fasce ondée d'argent. Ornements extérieursCroix de guerre 1914-1918 |
| Blason de Vauxaillon | Détails | Les croisettes symbolisent la souffrance du village lors des deux guerres mondiales et rappellent la nécropole nationale présente sur la commune, avec ses quelque 2 000 soldats inhumés. La ligne bleue évoque l’Ailette qui borde le village. La plante est une plante rare, découverte dans les marais de la commune : l’Ophioglossum vulgatum. adopté en 2016. Auteur(s)J-F Binon |

| Blason de Vendeuil | Blason  | D’azur au lion naissant d’or. Ornements extérieursCroix de guerre 1914-1918 Devise / CriNous sommes de Vendeuil, Vendeuil nous sommes. |
| Blason de Vendeuil | Détails | Le statut officiel du blason reste à déterminer.                                                                                       |

| Blason de Vermand | Blason  | Échiqueté d'or et d'azur ; au chef du second chargé de trois fleurs de lys du premier. Ornements extérieursCroix de guerre 1914-1918 Devise / CriCivitas viromandis |
| Blason de Vermand | Détails | Armoiries des comtes de Vermandois auxquelles fut ajouté, après la bataille de Bouvines et l'annexion du Vermandois au domaine royal en 1215, un chef de France ancienne (semé de lys) qui devint en 1376 un chef de France moderne, qui est la forme actuelle. Adopté. |

| Blason de Vervins | Blason  | De gueules à la tour ronde d'argent ouverte de sable, flanquée de deux autres tours rondes plus petites aussi d'argent, le tout ajouré et maçonné aussi de sable. Ornements extérieursCroix de guerre 1914-1918 Devise / CriDieu en soit garde. |
| Blason de Vervins | Détails | Blason officiel. |

| Blason de Veslud | Blason  | De sinople à trois alérions surmontés d'un lambel, tous d'or. Devise / CriLe vieux bois est toujours verdoyant. |
| Blason de Veslud | Détails | Sur site Commune.                                                                                               |

| Blason de Veuilly-la-Poterie | Blason  | D'azur au chêne de sinople englanté du même et fûté de sable, accosté de deux pots à l'antique au naturel, accompagné d'une tierce ondée d'argent en pointe ; au chef cousu de gueules chargé d'un écu gironné d’argent et de gueules, adextré d'un lion et senestré d'une fleur de lys, tous deux d'or. |
| Blason de Veuilly-la-Poterie | Détails | * Il y a là non-respect de la règle de contrariété des couleurs : ces armes sont fautives. Blason adopté en 2016. |

| Blason de Vic-sur-Aisne | Blason  | De gueules au lion d'or, allumé du champ, armé et lampassé de sable. |
| Blason de Vic-sur-Aisne | Détails | Le statut officiel du blason reste à déterminer.                     |

| Blason de Vierzy | Blason  | De sinople au chevron renversé d'or surmonté d'une gerbe de blé du même ; au chef d'argent chargé de trois lionceaux de gueules. Ornements extérieursCroix de guerre 1914-1918 |
| Blason de Vierzy | Détails | Blason confirmé par la mairie. Auteur(s)J-F Binon |

| Blason de Villeneuve-Saint-Germain | Blason  | De sinople à la roue dentée d’argent posée en pointe, accostée de deux épis de blé tigés et feuillés d’or, et au bonnet phrygien de gueules brochant partiellement en pointe sur la roue dentée. Ornements extérieursCroix de guerre 1914-1918 |
| Blason de Villeneuve-Saint-Germain | Détails | Le statut officiel du blason reste à déterminer. |

| Blason de Villers-Cotterêts | Blason  | D'azur à la salamandre d'or dans sa patience du même et crachant des flammes de gueules, surmontée d'une lettre capitale F couronnée d'or et accostée de deux H du même. Différences entre dessin et blasonnement : la salamandre est dite d'or mais dessinée d'argent ; sa patience est dite du même aussi d'or mais dessinée de gueules.. Ornements extérieursCroix de guerre 1914-1918 Devise / CriNutrisco et extinguo (Je nourris et j'éteins). |
| Blason de Villers-Cotterêts | Détails | Blason officiel. |

| Blason de Villers-Hélon | Blason  | D'azur à une fleur de lys d'or accompagnée de cinq étoiles d'argent, 2, 2 et 1. Ornements extérieursCroix de guerre 1914-1918                 |
| Blason de Villers-Hélon | Détails | Armes de Gilles de Villers-Hélon, seigneur du lieu durant la seconde moitié du XIIIe siècle. Le statut officiel du blason reste à déterminer. |

| Blason de Villers-Saint-Christophe | Blason  | D'or à trois roses de gueules pointées de sinople. |
| Blason de Villers-Saint-Christophe | Détails | Le statut officiel du blason reste à déterminer.   |

| Blason de Viry-Noureuil | Blason  | D'argent à la bande de sable chargée de cinq coquilles d'or, accompagnée en chef d'une charrue et en pointe d'un coquillage, le tout de sable. |
| Blason de Viry-Noureuil | Détails | Blason officiel. |

| Blason de Vorges | Blason  | De gueules au clocher du lieu mouvant d'une muraille crénelée, le tout d'argent, maçonné de sable et ajouré du champ ; au chef parti au 1er d'azur semé de fleurs de lys d'or, au 2e d'or à la grappe de raisin d'azur feuillée de deux pièces de sinople. Ornements extérieursCroix de guerre 1914-1918                                                                           |
| Blason de Vorges | Détails | Montre le clocher de l'église locale consacrée à saint Jean-Baptiste, édifiée à la charnière des XIIe et XIIIe siècles et remaniée au XIVe siècle par des éléments de fortification (créneaux du mur du transept). Le chef rappelle que le village appartient à la province d’Île-de-France mais aussi que sa principale activité économique fut longtemps la viticulture. Adopté. |

Pas d'information pour les communes suivantes : Vadencourt, La Vallée-au-Blé, La Vallée-Mulâtre, Variscourt, Vassens, Vasseny, Vassogne, Vaucelles-et-Beffecourt, Vaudesson, Vaux-Andigny, Vaux-en-Vermandois, Vauxbuin, Vauxcéré, Vauxrezis, Vauxtin, Vendelles, Vendhuile, Vendières, Vendresse-Beaulne, Vénérolles, Venizel, Verdilly, Le Verguier, Verneuil-sous-Coucy, Verneuil-sur-Serre, Versigny, Vesles-et-Caumont, Vézaponin, Vézilly, Vichel-Nanteuil, Viel-Arcy, Viels-Maisons, Viffort, Vigneux-Hocquet, La Ville-aux-Bois-lès-Dizy, La Ville-aux-Bois-lès-Pontavert, Ville-Savoye, Villemontoire, Villeneuve-sur-Fère, Villequier-Aumont, Villeret, Villers-Agron-Aiguizy, Villers-en-Prayères, Villers-le-Sec, Villers-lès-Guise, Villers-sur-Fère, Villiers-Saint-Denis, Vincy-Reuil-et-Magny, Vivaise, Vivières, Voharies, Voulpaix, Voyenne, Vregny, Vuillery
- Haut – A
- B
- C
- D
- E
- F
- G
- H
- I
- J
- K
- L
- M
- N
- O
- P
- Q
- R
- S
- T
- U
- V
- W
- X
- Y
- Z

## W
| Blason de Wassigny | Blason  | Écartelé : au 1er et 4e d’argent au loup de sable, au 2e et 3e d’azur à la gerbe de blé d’or. Ornements extérieursCroix de guerre 1914-1918     |
| Blason de Wassigny | Détails | La commune de Nouvion-sur-Meuse dans le département des Ardennes partage le même blasonnement. Le statut officiel du blason reste à déterminer. |

Pas d'information pour les communes suivantes : Watigny, Wiège-Faty, Wimy, Wissignicourt 
- Haut – A
- B
- C
- D
- E
- F
- G
- H
- I
- J
- K
- L
- M
- N
- O
- P
- Q
- R
- S
- T
- U
- V
- W
- X
- Y
- Z